# Élections municipales de 2020 dans l'Aude
Des élections municipales  dans l'Aude étaient prévues les 15 et 22 mars 2020. Comme dans le reste de la France, le report du second tour est annoncé en pleine crise sanitaire liée à la propagation du coronavirus (Covid-19). Par décret du 27 mai 2020, le second tour est fixé au 28 juin 2020.
Pour les résultats, cet article ne recense que ceux des communes de plus de 1 000 habitants du département de l'Aude, seuil du passage au scrutin de liste pour ces élections municipales.

## Contexte

### Modalités
Ces élections municipales permettront d'élire un total de 5 209 conseillers municipaux, répartis dans 433 conseils municipaux selon la répartition suivante :
| Nombre d'habitants     | < 100 | < 500 | < 1 500 | < 2 500 | < 3 500 | < 5 000 | < 10 000 | < 20 000 | < 30 000 | < 40 000 | < 50 000 | < 60 000 |
| ---------------------- | ----- | ----- | ------- | ------- | ------- | ------- | -------- | -------- | -------- | -------- | -------- | -------- |
| Conseillers municipaux | 7     | 11    | 15      | 19      | 23      | 27      | 29       | 33       | 35       | 39       | 43       | 45       |
| Nombre de communes     | 119   | 173   | 102     | 18      | 7       | 4       | 5        | 3        | 0        | 0        | 1        | 1        |

Sur les 433 communes du département, les électeurs des 357 communes comptant moins de 1 000 habitants éliront leurs conseillers municipaux selon un scrutin majoritaire plurinominal avec liste ouvertes et panachage. Pour les 76 communes comptant plus de 1 000 habitants, les élections auront lieu selon le scrutin proportionnel plurinominal avec prime majoritaire.
Dans le même temps, ces élections permettront d’élire l’ensemble des 665 conseillers communautaires, répartis dans les 10 intercommunalités selon la répartition suivante :
| Forme d'intercommunalité                                         | Intercommunalité                                                   | Population | Communes           | Sièges             |
| ---------------------------------------------------------------- | ------------------------------------------------------------------ | ---------- | ------------------ | ------------------ |
| Communauté d'agglomération                                       | Grand Narbonne                                                     | 127 530    | 37                 | 77                 |
| Communauté d'agglomération                                       | Carcassonne Agglo                                                  | 111 452    | 83                 | 128                |
| Communauté de communes                                           | Communauté de communes Région Lézignanaise, Corbières et Minervois | 33 209     | 54                 | 82                 |
| Communauté de communes                                           | Communauté de communes du Limouxin                                 | 28 466     | 76                 | 104                |
| Communauté de communes                                           | Communauté de communes Castelnaudary Lauragais Audois              | 26 250     | 43                 | 71                 |
| Communauté de communes                                           | Communauté de communes Piège-Lauragais-Malepère                    | 15 697     | 38                 | 62                 |
| Communauté de communes                                           | Communauté de communes des Pyrénées Audoises                       | 14 080     | 61                 | 84                 |
| Communauté de communes                                           | Communauté de communes de la Montagne Noire                        | 5 867      | 22                 | 37                 |
| Intercommunalité dont le siège se situe en dehors du département |                                                                    |            |                    |                    |
| Communauté de communes                                           | Communauté de communes Lauragais Revel Sorezois                    | 21 428     | 28 (dont 1 du 11)  | 58 (dont 1 du 11)  |
| Communauté de communes                                           | Communauté de communes Corbières Salanque Méditerranée             | 21 697     | 21 (dont 18 du 11) | 49 (dont 19 du 11) |

### Maires sortants et maires élus
Le scrutin est marqué par un stabilité relative. La gauche échoue à reconquérir Carcassonne, Chalabre et Narbonne, gagnées par la droite en 2014. Elle perd une dizaine de localités au profit de candidats sans étiquettes et divers droite, mais reste largement majoritaire dans le département. La droite se fait également surprendre face à des candidats sans étiquettes, mais conserve la mainmise sur les principales villes du département comme Carcassonne et Narbonne.
| Commune                         | Population | Maire sortant               | Parti | Parti | Maire élu                      | Parti | Parti |
| ------------------------------- | ---------- | --------------------------- | ----- | ----- | ------------------------------ | ----- | ----- |
| Alairac                         | 1 330      | Roger Adivèze *             |       | PS    | Marc Adivèze                   |       | PS    |
| Alzonne                         | 1 522      | Régis Banquet               |       | PS    | Régis Banquet                  |       | PS    |
| Argeliers                       | 2 139      | Gilles Laur                 |       | DVD   | Gilles Laur                    |       | DVD   |
| Armissan                        | 1 520      | José Frère                  |       | DVD   | José Frère                     |       | DVD   |
| Arzens                          | 1 238      | Jean-Claude Pistre          |       | DVG   | Jean-Claude Pistre             |       | DVG   |
| Azille                          | 1 144      | Philippe Chevrier *         |       | DVD   | Georges Saliège                |       | SE    |
| Belpech                         | 1 273      | Pierre Vidal                |       | LR    | Pierre Vidal                   |       | LR    |
| Bizanet                         | 1 685      | Jacques Blaya *             |       | PS    | Alain Vialade                  |       | SE    |
| Bize-Minervois                  | 1 185      | Alain Fabre                 |       | PS    | Alain Fabre                    |       | PS    |
| Bram                            | 3 204      | Claudie Méjean              |       | PS    | Claudie Faucon Méjean          |       | PS    |
| Canet                           | 1 778      | André Hernandez             |       | PS    | André Hernandez                |       | PS    |
| Capendu                         | 1 468      | Jean-Jacques Camel *        |       | PS    | Claude Busto                   |       | SE    |
| Carcassonne                     | 46 031     | Gérard Larrat               |       | DVD   | Gérard Larrat                  |       | DVD   |
| Castelnaudary                   | 11 598     | Patrick Maugard             |       | DVG   | Patrick Maugard                |       | DVG   |
| Caunes-Minervois                | 1 654      | Denis Adivèze *             |       | PS    | Jean Louis Petit               |       | SE    |
| Cazilhac                        | 1 648      | Jean-Luc Sarrail *          |       | DVD   | Toni Carvajal                  |       | SE    |
| Chalabre                        | 1 118      | Jean-Jacques Aulombard      |       | DVD   | Jean-Jacques Aulombard         |       | DVD   |
| Conques-sur-Orbiel              | 2 525      | Jean-François Juste         |       | PCF   | Jean-François Juste            |       | PCF   |
| Couiza                          | 1 111      | Jacques Hortala             |       | PS    | Jacques Hortala                |       | PS    |
| Coursan                         | 5 908      | Edouard Rocher              |       | PRG   | Edouard Rocher                 |       | PRG   |
| Cuxac-d'Aude                    | 4 030      | Jacques Pociello            |       | DVD   | Jacques Pociello               |       | DVD   |
| Espéraza                        | 1 870      | Georges Reverte             |       | DVD   | Christian Soula                |       | SE    |
| Fabrezan                        | 1 291      | Isabelle Géa-Péris          |       | PS    | Isabelle Géa-Péris             |       | PS    |
| Ferrals-les-Corbières           | 1 192      | Gérard Barthez              |       | PS    | Gérard Barthez                 |       | PS    |
| Fitou                           | 1 060      | Alexis Armangeau            |       | PS    | Alexis Armangau                |       | PS    |
| Fleury                          | 3 825      | Guy Sié *                   |       | LR    | André-Luc Montagnier           |       | SE    |
| Ginestas                        | 1 445      | Georges Combes              |       | PCF   | Georges Combes                 |       | PCF   |
| Gruissan                        | 5 000      | Didier Codorniou            |       | PRG   | Didier Codorniou               |       | PRG   |
| La Palme                        | 1 693      | Jean-Paul Fauran            |       | DVD   | Jean-Paul Fauran               |       | DVD   |
| La Redorte                      | 1 161      | Pierre-Henri Ilhes *        |       | PS    | Christian Magro                |       | SE    |
| Labastide-d'Anjou               | 1 326      | Nathalie Naccache           |       | DVG   | Nathalie Naccache              |       | DVG   |
| Laure-Minervois                 | 1 055      | Émile Raggini               |       | PS    | Emile Raggini                  |       | PS    |
| Lavalette                       | 1 499      | René Milhau                 |       | PS    | René Milhau                    |       | PS    |
| Leucate                         | 4 428      | Michel Py                   |       | LR    | Michel Py                      |       | LR    |
| Lézignan-Corbières              | 11 168     | Michel Maïque               |       | PS    | Gerard Forcada                 |       | DVD   |
| Limoux                          | 10 066     | Jean-Paul Dupré *           |       | PS    | Pierre Durand                  |       | PS    |
| Luc-sur-Orbieu                  | 1 144      | Yves Kosinski               |       | DVD   | Yves Kosinski                  |       | DVD   |
| Marcorignan                     | 1 300      | Francis Taurand             |       | DVG   | Francis Taurand                |       | DVG   |
| Montréal                        | 1 896      | Christian Rebelle *         |       | PRG   | Bernard Breil                  |       | SE    |
| Montredon-des-Corbières         | 1 477      | Éric Mellet                 |       | PS    | Jean-Marc Jansana              |       | SE    |
| Moussan                         | 1 940      | Claude Codorniou *          |       | PS    | Jean-Marie Gérard Monié        |       | SE    |
| Moussoulens                     | 1 018      | Gérard Vallier              |       | DVG   | Gérard Vallier                 |       | DVG   |
| Narbonne                        | 54 700     | Didier Mouly                |       | DVD   | Didier Mouly                   |       | DVD   |
| Névian                          | 1 301      | Magali Vergnes              |       | PS    | Magali Vergnes                 |       | PS    |
| Ornaisons                       | 1 181      | Gilles Casty                |       | PS    | Gilles Casty                   |       | PS    |
| Ouveillan                       | 2 463      | Gérard Cribaillet *         |       | DVG   | Jean-Paul Chaluleau            |       | SE    |
| Palaja                          | 2 357      | Paul Ramoneda *             |       | PS    | Thierry Lécina                 |       | SE    |
| Pennautier                      | 2 554      | Jacques Dimon               |       | DVD   | Jacques Dimon                  |       | DVD   |
| Pépieux                         | 1 068      | Pascal Vallière             |       | PS    | Pascal Valliere                |       | PS    |
| Pexiora                         | 1 226      | Serge Cazenave              |       | DVG   | Serge Cazenave                 |       | DVG   |
| Peyriac-de-Mer                  | 1 113      | Catherine Gouiry            |       | DVG   | Catherine Gouiry               |       | DVG   |
| Peyriac-Minervois               | 1 139      | Denise Gils                 |       | PS    | Denise Gils                    |       | PS    |
| Pezens                          | 1 525      | Philippe Fau                |       | SE    | Philippe Fau                   |       | SE    |
| Portel-des-Corbières            | 1 357      | Roger Brunel *              |       | PS    | Bruno Texier                   |       | SE    |
| Port-la-Nouvelle                | 5 567      | Henri Martin                |       | LR    | Henri Martin                   |       | LR    |
| Puichéric                       | 1 191      | Marc Dormières *            |       | SE    | Christine Peany                |       | SE    |
| Quillan                         | 3 258      | Pierre Castel               |       | LR    | Pierre Castel                  |       | LR    |
| Rieux-Minervois                 | 1 987      | Pierre Destrem *            |       | LR    | Bernard Francois Pierre Yagues |       | SE    |
| Roquefort-des-Corbières         | 1 024      | Marie-Christine Théron-Chet |       | LR    | Marie-Christine Theron-Chet    |       | LR    |
| Saint-André-de-Roquelongue      | 1 390      | Jean-Michel Folch           |       | PS    | Jean-Michel Folch              |       | PS    |
| Saint-Marcel-sur-Aude           | 2 005      | Guillaume Héras             |       | DVG   | Guillaume Heras                |       | DVG   |
| Saint-Martin-Lalande            | 1 124      | Guy Bondouy                 |       | DVG   | Guy Bondouy                    |       | DVG   |
| Saint-Nazaire-d'Aude            | 2 032      | Joël Hernandez              |       | DVG   | Joël Hernandez                 |       | DVG   |
| Sallèles-d'Aude                 | 2 922      | Yves Bastié                 |       | PS    | Yves Bastié                    |       | PS    |
| Salles-d'Aude                   | 3 255      | Jean-Luc Rivel              |       | PS    | Jean-Luc Rivel                 |       | PS    |
| Sigean                          | 5 477      | Michel Jammes               |       | LR    | Michel Jammes                  |       | LR    |
| Trèbes                          | 5 601      | Eric Ménassi                |       | PS    | Eric Ménassi                   |       | PS    |
| Villalier                       | 1 004      | Michel Zocarrato            |       | PS    | Michel Zoccarato               |       | PS    |
| Villasavary                     | 1 209      | Jacques Danjou              |       | PS    | Jacques Danjou                 |       | PS    |
| Villegailhenc                   | 1 735      | Michel Proust               |       | PS    | Michel Proust                  |       | PS    |
| Villegly                        | 1 134      | Alain Marty                 |       | PS    | Alain Marty                    |       | PS    |
| Villemoustaussou                | 4 423      | Christian Raynaud *         |       | PS    | Bruno Giacomel                 |       | DVG   |
| Villeneuve-la-Comptal           | 1 305      | Hervé Antoine               |       | SE    | Benoit Merlin                  |       | SE    |
| Villeneuve-Minervois            | 1 019      | Alain Giniès                |       | PS    | Alain Ginies                   |       | PS    |
| Villepinte                      | 1 303      | Alain Rouquet               |       | PS    | Alain Rouquet                  |       | PS    |
| Vinassan                        | 2 646      | Didier Aldebert             |       | DVG   | Didier Aldebert                |       | DVG   |
| * Maires ne se représentant pas |            |                             |       |       |                                |       |       |

### Résultats en nombre de mairies
| Partis       | Partis                    | Maires sortants | Maires élus | Évolution     |
| ------------ | ------------------------- | --------------- | ----------- | ------------- |
|              | Parti communiste français | 2               | 2           | en stagnation |
|              | Parti socialiste          | 36              | 26          | 10            |
|              | Parti radical de gauche   | 3               | 2           | 1             |
|              | Divers gauche             | 12              | 12          | en stagnation |
| Total Gauche | Total Gauche              | 53              | 42          | 11            |
|              | Les Républicains          | 8               | 6           | 2             |
|              | Divers droite             | 12              | 10          | 2             |
| Total Droite | Total Droite              | 20              | 16          | 4             |
|              | Sans étiquette            | 3               | 18          | 15            |
| Total        | Total                     | 76              | 76          | -             |

### Présidents d'intercommunalités sortants et élus
| Intercommunalité                                                   | Population | Président sortant | Parti | Parti | Président élu      | Parti | Parti |
| ------------------------------------------------------------------ | ---------- | ----------------- | ----- | ----- | ------------------ | ----- | ----- |
| Grand Narbonne                                                     | 127 530    | Jacques Bascou *  |       | PS    | Didier Mouly       |       | DVD   |
| Carcassonne Agglo                                                  | 111 452    | Régis Banquet     |       | PS    | Régis Banquet      |       | PS    |
| Communauté de communes Région Lézignanaise, Corbières et Minervois | 33 209     | Michel Maïque     |       | PS    | André Hernandez    |       | PS    |
| Communauté de communes du Limouxin                                 | 28 466     | Pierre Durand     |       | PS    | Pierre Durand      |       | PS    |
| Communauté de communes Castelnaudary Lauragais Audois              | 26 250     | Philippe Greffier |       | PS    | Philippe Greffier  |       | PS    |
| Communauté de communes Piège-Lauragais-Malepère                    | 15 697     | André Viola       |       | PS    | André Viola        |       | PS    |
| Communauté de communes des Pyrénées Audoises                       | 14 080     | Francis Savy      |       | PS    | Francis Savy       |       | PS    |
| Communauté de communes de la Montagne Noire                        | 5 867      | Cyril Delpech     |       | SE    | Cyril Delpech      |       | SE    |
| Communauté de communes Lauragais Revel Sorezois                    | 21 428     | André Rey         |       | DVG   | Laurent Hourquet   |       | DVC   |
| Communauté de communes Corbières Salanque Méditerranée             | 21 697     | Michel Maffre     |       | PS    | Jean-Jacques Lopez |       | PS    |
| * Président ne se représentant pas                                 |            |                   |       |       |                    |       |       |

### Résultats en nombre d'intercommunalités
| Partis       | Partis           | Présidents sortants | Présidents élus | Évolution     |
| ------------ | ---------------- | ------------------- | --------------- | ------------- |
|              | Parti socialiste | 8                   | 7               | 1             |
|              | Divers gauche    | 1                   | 0               | 1             |
| Total Gauche | Total Gauche     | 9                   | 7               | 2             |
|              | Divers centre    | 0                   | 1               | 1             |
|              | Divers droite    | 0                   | 1               | 1             |
|              | Sans étiquette   | 1                   | 1               | en stagnation |
| Total        | Total            | 10                  | 10              | -             |

#### Résultats dans les communes de plus de 1 000 habitants
|       | Divers gauche             | DVG            | 20 146 | 21,42 | 140   | 8 499  | 22,69 | 41  | 181   | 12,08 |  |  |  |  |
|       | Divers droite             | DVD            | 15 927 | 16,93 | 57    | 14 885 | 39,73 | 95  | 152   | 10,15 |  |  |  |  |
|       | Rassemblement national    | RN             | 5 362  | 5,70  | 5     | 3 731  | 9,96  | 8   | 13    | 0,87  |  |  |  |  |
|       | Divers                    | DIV            | 3 954  | 4,20  | 21    | 2 070  | 5,53  | 26  | 47    | 3,14  |  |  |  |  |
|       | Divers centre             | DVC            | 3 837  | 4,08  | 11    |        |       |     | 11    | 0,73  |  |  |  |  |
|       | Parti socialiste          | SOC            | 2 100  | 2,23  | 0     | 0      | 0,00  |     |       |       |  |  |  |  |
|       | Europe Écologie Les Verts | VEC            | 1 465  | 1,56  | 0     | 1 863  | 4,97  | 3   | 3     | 0,20  |  |  |  |  |
|       | Parti radical de gauche   | RDG            | 1 418  | 1,51  | 25    |        |       |     | 25    | 1,67  |  |  |  |  |
|       | La République en marche   | REM            | 902    | 0,96  | 0     | 0      | 0,00  |     |       |       |  |  |  |  |
|       | Union de la gauche        | UG             |        |       |       | 4 632  | 12,36 | 8   | 8     | 0,53  |  |  |  |  |
|       | Sans étiquette            | Sans étiquette | 38 938 | 41,40 | 1 020 | 1 781  | 4,75  | 38  | 1 058 | 70,63 |  |  |  |  |
|       |                           |                |        |       |       |        |       |     |       |       |  |  |  |  |
| Total | Total                     | Total          | 94 049 | 100   | 1 279 | 37 461 | 100   | 219 | 1 498 | 100   |  |  |  |  |

## Résultats dans les communes de plus de1 000 habitants

### Alairac
- Maire sortant : Roger Adiveze (PS)
- 15 sièges à pourvoir au conseil municipal (population légale 2017 : 1 330 habitants)
- 1 siège à pourvoir au conseil communautaire (CA Carcassonne Agglo)

| Tête de liste                         | Tête de liste | Liste | Premier tour | Premier tour | Sièges | Sièges |
| Tête de liste                         | Tête de liste | Liste | Voix         | %            | CM     | CC     |
| ------------------------------------- | ------------- | ----- | ------------ | ------------ | ------ | ------ |
|                                       | Marc Adivèze  | SE    | 423          | 100          | 15     | 1      |
| Continuité et innovation pour Alairac |               |       | 423          | 100          | 15     | 1      |
|                                       |               |       |              |              |        |        |
| Votes valides                         |               |       |              |              |        |        |
| Votes blancs                          |               |       |              |              |        |        |
| Votes nuls                            |               |       |              |              |        |        |
| Total                                 | Total         | Total |              | 100          | 15     | 1      |
| Abstention                            |               |       |              |              |        |        |
| Inscrits / participation              |               |       |              |              |        |        |

- Maire élu : -

### Alzonne
- Maire sortant : Régis Banquet (PS)
- 19 sièges à pourvoir au conseil municipal (population légale 2017 : 1 522 habitants)
- 1 siège à pourvoir au conseil communautaire (CA Carcassonne Agglo)

| Tête de liste                         | Tête de liste            | Liste                    | Premier tour | Premier tour | Sièges | Sièges |
| Tête de liste                         | Tête de liste            | Liste                    | Voix         | %            | CM     | CC     |
| ------------------------------------- | ------------------------ | ------------------------ | ------------ | ------------ | ------ | ------ |
|                                       | Régis Banquet            | PS                       | 528          | 100          | 19     | 1      |
| Alzonne, ensemble, allons plus loin ! |                          |                          | 528          | 100          | 19     | 1      |
|                                       |                          |                          |              |              |        |        |
| Votes valides                         | Votes valides            | Votes valides            | 528          | 89,95        |        |        |
| Votes blancs                          | Votes blancs             | Votes blancs             | 8            | 1,36         |        |        |
| Votes nuls                            | Votes nuls               | Votes nuls               | 51           | 8,69         |        |        |
| Total                                 | Total                    | Total                    | 587          | 100          | 19     | 1      |
| Abstention                            | Abstention               | Abstention               | 496          | 45,8         |        |        |
| Inscrits / participation              | Inscrits / participation | Inscrits / participation | 1 083        | 54,2         |        |        |

- Maire élu : -

### Argeliers
- Maire sortant : Gilles Laur (DVD)
- 19 sièges à pourvoir au conseil municipal (population légale 2017 : 2 139 habitants)
- 1 siège à pourvoir au conseil communautaire (CA Grand Narbonne)

|                                  | Gilles Laur              | SE                       | 583   | 55,26  | 15 | 1 |  |  |
| Argeliers, bien vivre ensemble   |                          |                          | 583   | 55,26  | 15 | 1 |  |  |
|                                  | Patrick Seyfried         | SE                       | 276   | 26,16  | 2  | 0 |  |  |
| Argeliers Autrement              |                          |                          | 276   | 26,16  | 2  | 0 |  |  |
|                                  | Laurent Alberola         | SE                       | 196   | 18,57  | 2  | 0 |  |  |
| Argeliers humaine et responsable |                          |                          | 196   | 18,57  | 2  | 0 |  |  |
|                                  |                          |                          |       |        |    |   |  |  |
| Votes valides                    | Votes valides            | Votes valides            | 1 055 | 96,79  |    |   |  |  |
| Votes blancs                     | Votes blancs             | Votes blancs             | 11    | 1,01   |    |   |  |  |
| Votes nuls                       | Votes nuls               | Votes nuls               | 24    | 2,20   |    |   |  |  |
| Total                            | Total                    | Total                    | 1 090 | 100,00 | 19 | 1 |  |  |
| Abstention                       | Abstention               | Abstention               | 718   | 39,71  |    |   |  |  |
| Inscrits / participation         | Inscrits / participation | Inscrits / participation | 1 808 | 60,29  |    |   |  |  |

- Maire élu :

### Armissan
- Maire sortant : José Frère (DVD)
- 19 sièges à pourvoir au conseil municipal (population légale 2017 : 1 520 habitants)
- 1 siège à pourvoir au conseil communautaire (CA Grand Narbonne)

| Tête de liste            | Tête de liste            | Liste                    | Premier tour | Premier tour | Sièges | Sièges |
| Tête de liste            | Tête de liste            | Liste                    | Voix         | %            | CM     | CC     |
| ------------------------ | ------------------------ | ------------------------ | ------------ | ------------ | ------ | ------ |
|                          | José Frère               | SE                       | 441          | 58,10        | 15     | 1      |
| Armissan pour tous       |                          |                          | 441          | 58,10        | 15     | 1      |
|                          | Jean Bonhoure            | SE                       | 318          | 41,89        | 4      | 0      |
| Armissan autrement       |                          |                          | 318          | 41,89        | 4      | 0      |
|                          |                          |                          |              |              |        |        |
| Votes valides            | Votes valides            | Votes valides            | 759          | 94,88 %      |        |        |
| Votes blancs             | Votes blancs             | Votes blancs             | 22           | 1,82 %       |        |        |
| Votes nuls               | Votes nuls               | Votes nuls               | 19           | 1,57 %       |        |        |
| Total                    | Total                    | Total                    | 800          | 100 %        |        |        |
| Abstention               | Abstention               | Abstention               | 412          | 33,99 %      |        |        |
| Inscrits / participation | Inscrits / participation | Inscrits / participation | 1 212        |              |        |        |

- Maire élu : -

### Arzens
- Maire sortant : Jean-Claude Pistre (DVG)
- 15 sièges à pourvoir au conseil municipal (population légale 2017 : 1 238 habitants)
- 1 siège à pourvoir au conseil communautaire (CA Carcassonne Agglo)

| Tête de liste            | Tête de liste            | Liste                    | Premier tour | Premier tour | Sièges | Sièges |
| Tête de liste            | Tête de liste            | Liste                    | Voix         | %            | CM     | CC     |
| ------------------------ | ------------------------ | ------------------------ | ------------ | ------------ | ------ | ------ |
|                          | Jean-Claude Pistre       | SE                       | 354          | 51,52        | 12     | 1      |
| Ensemble pour demain     |                          |                          | 354          | 51,52        | 12     | 1      |
|                          | Jean-Jacques Lucchese    | SE                       | 333          | 48,47        | 3      | 0      |
| Agissons ensemble        |                          |                          | 333          | 48,47        | 3      | 0      |
|                          |                          |                          |              |              |        |        |
| Votes valides            | Votes valides            | Votes valides            | 687          | 96,49        |        |        |
| Votes blancs             | Votes blancs             | Votes blancs             | 10           | 1,40         |        |        |
| Votes nuls               | Votes nuls               | Votes nuls               | 15           | 2,11         |        |        |
| Total                    | Total                    | Total                    | 712          | 100          | 15     | 1      |
| Abstention               | Abstention               | Abstention               | 224          | 23,93        |        |        |
| Inscrits / participation | Inscrits / participation | Inscrits / participation | 936          | 76,07        |        |        |

### Azille
- Maire sortant : Philippe Chevrier (DVD)
- 15 sièges à pourvoir au conseil municipal (population légale 2017 : 1 144 habitants)
- 1 siège à pourvoir au conseil communautaire (CA Carcassonne Agglo)

| Tête de liste                        | Tête de liste   | Liste | Premier tour | Premier tour | Sièges | Sièges |
| Tête de liste                        | Tête de liste   | Liste | Voix         | %            | CM     | CC     |
| ------------------------------------ | --------------- | ----- | ------------ | ------------ | ------ | ------ |
|                                      | Georges Saliege | SE    | 315          | 60,69        | 12     | 1      |
| Azille ensemble                      |                 |       | 315          | 60,69        | 12     | 1      |
|                                      | Elian Cazeaux   | SE    | 214          | 39,30        | 3      | 0      |
| Pour Azille : conjuguons nos talents |                 |       | 214          | 39,30        | 3      | 0      |
|                                      |                 |       |              |              |        |        |
| Votes valides                        |                 |       |              |              |        |        |
| Votes blancs                         |                 |       |              |              |        |        |
| Votes nuls                           |                 |       |              |              |        |        |
| Total                                | Total           | Total |              | 100          |        |        |
| Abstention                           |                 |       |              |              |        |        |
| Inscrits / participation             |                 |       |              |              |        |        |

- Maire élu : -

### Belpech
- Maire sortant : Pierre Vidal (LR)
- 15 sièges à pourvoir au conseil municipal (population légale 2017 : 1 273 habitants)
- 4 sièges à pourvoir au conseil communautaire (CC Piège-Lauragais-Malepère)

| Tête de liste            | Tête de liste | Liste | Premier tour | Premier tour | Sièges | Sièges |
| Tête de liste            | Tête de liste | Liste | Voix         | %            | CM     | CC     |
| ------------------------ | ------------- | ----- | ------------ | ------------ | ------ | ------ |
|                          | Pierre Vidal  | SE    | 428          | 100          | 15     | 4      |
| Unis pour Belpech        |               |       | 428          | 100          | 15     | 4      |
|                          |               |       |              |              |        |        |
| Votes valides            |               |       |              |              |        |        |
| Votes blancs             |               |       |              |              |        |        |
| Votes nuls               |               |       |              |              |        |        |
| Total                    | Total         | Total |              | 100          |        |        |
| Abstention               |               |       |              |              |        |        |
| Inscrits / participation |               |       |              |              |        |        |

- Maire élu : -

### Bizanet
- Maire sortant : Jacques Blaya (PS)
- 19 sièges à pourvoir au conseil municipal (population légale 2017 : 1 685 habitants)
- 1 siège à pourvoir au conseil communautaire (CA Grand Narbonne)

| Tête de liste            | Tête de liste | Liste | Premier tour | Premier tour | Sièges | Sièges |
| Tête de liste            | Tête de liste | Liste | Voix         | %            | CM     | CC     |
| ------------------------ | ------------- | ----- | ------------ | ------------ | ------ | ------ |
|                          | Alain Vialade | SE    | 392          | 52,05        | 15     | 1      |
| Réussir pour Bizanet     |               |       | 392          | 52,05        | 15     | 1      |
|                          | Bernard Braem | SE    | 361          | 47,94        | 4      | 0      |
| Bizanet oxygène          |               |       | 361          | 47,94        | 4      | 0      |
|                          |               |       |              |              |        |        |
| Votes valides            |               |       |              |              |        |        |
| Votes blancs             |               |       |              |              |        |        |
| Votes nuls               |               |       |              |              |        |        |
| Total                    | Total         | Total |              | 100          |        |        |
| Abstention               |               |       |              |              |        |        |
| Inscrits / participation |               |       |              |              |        |        |

- Maire élu : -

### Bize-Minervois
- Maire sortant : Alain Fabre (PS)
- 15 sièges à pourvoir au conseil municipal (population légale 2017 : 1 185 habitants)
- 1 siège à pourvoir au conseil communautaire (CA Grand Narbonne)

| Tête de liste                      | Tête de liste | Liste | Premier tour | Premier tour | Sièges | Sièges |
| Tête de liste                      | Tête de liste | Liste | Voix         | %            | CM     | CC     |
| ---------------------------------- | ------------- | ----- | ------------ | ------------ | ------ | ------ |
|                                    | Alain Fabre   | PS    | 408          | 100          | 15     | 1      |
| Réussir l'avenir de Bize-Minervois |               |       | 408          | 100          | 15     | 1      |
|                                    |               |       |              |              |        |        |
| Votes valides                      |               |       |              |              |        |        |
| Votes blancs                       |               |       |              |              |        |        |
| Votes nuls                         |               |       |              |              |        |        |
| Total                              | Total         | Total |              | 100          |        |        |
| Abstention                         |               |       |              |              |        |        |
| Inscrits / participation           |               |       |              |              |        |        |

- Maire élu : -

### Bram
- Maire sortante : Claudie Faucon-Méjean (PS)
- 23 sièges à pourvoir au conseil municipal (population légale 2017 : 3 204 habitants)
- 10 sièges à pourvoir au conseil communautaire (CC Piège-Lauragais-Malepère)

|                          | Claudie Faucon-Méjean    | PS                       | 992   | 71,98 | 20 | 9  |  |  |
| Bram Horizon 2020        |                          |                          | 992   | 71,98 | 20 | 9  |  |  |
|                          | Bernard Juilla           | SE                       | 386   | 28,01 | 3  | 1  |  |  |
| Unis pour Bram           |                          |                          | 386   | 28,01 | 3  | 1  |  |  |
|                          |                          |                          |       |       |    |    |  |  |
| Votes valides            | Votes valides            | Votes valides            | 1 378 | 96,09 |    |    |  |  |
| Votes blancs             | Votes blancs             | Votes blancs             | 7     | 0,49  |    |    |  |  |
| Votes nuls               | Votes nuls               | Votes nuls               | 49    | 3,42  |    |    |  |  |
| Total                    | Total                    | Total                    | 1 434 | 100   | 23 | 10 |  |  |
| Abstention               | Abstention               | Abstention               | 946   | 39,75 |    |    |  |  |
| Inscrits / participation | Inscrits / participation | Inscrits / participation | 2 380 | 60,25 |    |    |  |  |

- Maire élu :Claudie Faucon-Méjean (PS)

### Canet
- Maire sortant : André Hernandez (PS)
- 19 sièges à pourvoir au conseil municipal (population légale 2017 : 1 778 habitants)
- 3 sièges à pourvoir au conseil communautaire (CC Région Lézignanaise, Corbières et Minervois)

| Tête de liste                     | Tête de liste   | Liste | Premier tour | Premier tour | Sièges | Sièges |
| Tête de liste                     | Tête de liste   | Liste | Voix         | %            | CM     | CC     |
| --------------------------------- | --------------- | ----- | ------------ | ------------ | ------ | ------ |
|                                   | André Hernandez | PS    | 467          | 100          | 19     | 3      |
| De l'engagement avant toute chose |                 |       | 467          | 100          | 19     | 3      |
|                                   |                 |       |              |              |        |        |
| Votes valides                     |                 |       |              |              |        |        |
| Votes blancs                      |                 |       |              |              |        |        |
| Votes nuls                        |                 |       |              |              |        |        |
| Total                             | Total           | Total |              | 100          |        |        |
| Abstention                        |                 |       |              |              |        |        |
| Inscrits / participation          |                 |       |              |              |        |        |

- Maire élu : -

### Capendu
- Maire sortant : Jean-Jacques Camel (PS)
- 15 sièges à pourvoir au conseil municipal (population légale 2017 : 1 468 habitants)
- 1 siège à pourvoir au conseil communautaire (CA Carcassonne Agglo)

| Tête de liste                               | Tête de liste   | Liste | Premier tour | Premier tour | Sièges | Sièges |
| Tête de liste                               | Tête de liste   | Liste | Voix         | %            | CM     | CC     |
| ------------------------------------------- | --------------- | ----- | ------------ | ------------ | ------ | ------ |
|                                             | Claude Busto    | SE    | 332          | 56,08        | 12     | 1      |
| Pour Capendu, continuons d'agir à l'unisson |                 |       | 332          | 56,08        | 12     | 1      |
|                                             | Michel Plancade | SE    | 260          | 43,91        | 3      | 0      |
| Mieux vivre à Capendu                       |                 |       | 260          | 43,91        | 3      | 0      |
|                                             |                 |       |              |              |        |        |
| Votes valides                               |                 |       |              |              |        |        |
| Votes blancs                                |                 |       |              |              |        |        |
| Votes nuls                                  |                 |       |              |              |        |        |
| Total                                       | Total           | Total |              | 100          |        |        |
| Abstention                                  |                 |       |              |              |        |        |
| Inscrits / participation                    |                 |       |              |              |        |        |

- Maire élu : -

### Carcassonne
- Maire sortant : Gérard Larrat (DVD)
- 43 sièges à pourvoir au conseil municipal (population légale 2017 : 46 031 habitants)
- 39 sièges à pourvoir au conseil communautaire (CA Carcassonne Agglo)

| Tête de liste                                               | Tête de liste            | Liste                    | Premier tour | Premier tour | Second tour | Second tour | Sièges | Sièges |
| Tête de liste                                               | Tête de liste            | Liste                    | Voix         | %            | Voix        | %           | CM     | CC     |
| ----------------------------------------------------------- | ------------------------ | ------------------------ | ------------ | ------------ | ----------- | ----------- | ------ | ------ |
|                                                             | Gérard Larrat            | DVD                      | 3 775        | 32,80        | 5 843       | 47,20       | 32     | 29     |
| Pour Carcassonne avec Gérard Larrat                         |                          |                          | 3 775        | 32,80        | 5 843       | 47,20       | 32     | 29     |
|                                                             | Tamara Rivel             | PS-PRG                   | 2 100        | 18,25        | 4 632       | 37,41       | 8      | 7      |
| Tamara Rivel 2020 "Une énergie nouvelle pour Carcassonne !" |                          |                          | 2 100        | 18,25        | 4 632       | 37,41       | 8      | 7      |
|                                                             | Xavier Bigot             | EÉLV-PCF-LFI-E!          | 1 375        | 11,95        | 4 632       | 37,41       | 8      | 7      |
| Carcassonne, citoyenne, écologique et sociale               |                          |                          | 1 375        | 11,95        | 4 632       | 37,41       | 8      | 7      |
|                                                             | Edgar Montagné           | RN                       | 1 901        | 16,52        | 1 904       | 15,38       | 2      | 3      |
| Rassemblons Carcassonne                                     |                          |                          | 1 901        | 16,52        | 1 904       | 15,38       | 2      | 3      |
|                                                             | Jean-Noël Crouzet        | SE                       | 938          | 8,15         |             |             |        |        |
| Priorité Carcassonne                                        |                          |                          | 938          | 8,15         |             |             |        |        |
|                                                             | Marie-Hélène Régnier     | LREM                     | 902          | 7,83         |             |             |        |        |
| Unis pour Carcassonne                                       |                          |                          | 902          | 7,83         |             |             |        |        |
|                                                             | Christine Pujol          | SE                       | 515          | 4,47         |             |             |        |        |
| Christine Pujol, l'autre choix                              |                          |                          | 515          | 4,47         |             |             |        |        |
|                                                             |                          |                          |              |              |             |             |        |        |
| Votes valides                                               | Votes valides            | Votes valides            | 11 506       | 95,63        |             |             |        |        |
| Votes blancs                                                | Votes blancs             | Votes blancs             | 139          | 1,16         |             |             |        |        |
| Votes nuls                                                  | Votes nuls               | Votes nuls               | 387          | 3,22         |             |             |        |        |
| Total                                                       | Total                    | Total                    | 12 032       | 100          |             | 100         | 43     | 39     |
| Abstention                                                  | Abstention               | Abstention               | 17 708       | 59,54        |             |             |        |        |
| Inscrits / participation                                    | Inscrits / participation | Inscrits / participation | 29 740       | 40,46        |             |             |        |        |

- Maire élu : -

### Castelnaudary
- Maire sortant : Patrick Maugard (DVG)
- 33 sièges à pourvoir au conseil municipal (population légale 2017 : 11 598 habitants)
- 24 sièges à pourvoir au conseil communautaire (CC Castelnaudary Lauragais Audois)

|                                            | Patrick Maugard          | DVG                      | 1 926 | 65,80 | 28 | 21 |  |  |
| Castelnaudary à cœur battant               |                          |                          | 1 926 | 65,80 | 28 | 21 |  |  |
|                                            | Guy Thomas               | DVD                      | 623   | 21,28 | 3  | 2  |  |  |
| Bien vivre à Castelnaudary                 |                          |                          | 623   | 21,28 | 3  | 2  |  |  |
|                                            | Thierry Rossich          | DVG                      | 378   | 12,91 | 2  | 1  |  |  |
| Chauriens : Citoyenneté Démocratie Partage |                          |                          | 378   | 12,91 | 2  | 1  |  |  |
|                                            |                          |                          |       |       |    |    |  |  |
| Votes valides                              | Votes valides            | Votes valides            | 2 927 | 95,87 |    |    |  |  |
| Votes blancs                               | Votes blancs             | Votes blancs             | 38    | 2,88  |    |    |  |  |
| Votes nuls                                 | Votes nuls               | Votes nuls               | 88    | 1,24  |    |    |  |  |
| Total                                      | Total                    | Total                    | 3 053 | 100   | 33 | 24 |  |  |
| Abstention                                 | Abstention               | Abstention               | 4 247 | 58,18 |    |    |  |  |
| Inscrits / participation                   | Inscrits / participation | Inscrits / participation | 7 300 | 41,82 |    |    |  |  |

- Maire élu :

### Caunes-Minervois
- Maire sortant : Denis Adivèze (PS)
- 19 sièges à pourvoir au conseil municipal (population légale 2017 : 1 654 habitants)
- 1 siège à pourvoir au conseil communautaire (CA Carcassonne Agglo)

| Tête de liste            | Tête de liste    | Liste | Premier tour | Premier tour | Sièges | Sièges |
| Tête de liste            | Tête de liste    | Liste | Voix         | %            | CM     | CC     |
| ------------------------ | ---------------- | ----- | ------------ | ------------ | ------ | ------ |
|                          | Jean Louis Petit | SE    | 486          | 61,98        | 16     | 1      |
| Ensemble pour Caunes     |                  |       | 486          | 61,98        | 16     | 1      |
|                          | Ludovic Barlaud  | SE    | 298          | 38,01        | 3      | 0      |
| Caunes 2020              |                  |       | 298          | 38,01        | 3      | 0      |
|                          |                  |       |              |              |        |        |
| Votes valides            |                  |       |              |              |        |        |
| Votes blancs             |                  |       |              |              |        |        |
| Votes nuls               |                  |       |              |              |        |        |
| Total                    | Total            | Total |              | 100          |        |        |
| Abstention               |                  |       |              |              |        |        |
| Inscrits / participation |                  |       |              |              |        |        |

- Maire élu : -

### Cazilhac
- Maire sortant : Jean-Luc Sarrail (DVD)
- 19 sièges à pourvoir au conseil municipal (population légale 2017 : 1 648 habitants)
- 1 siège à pourvoir au conseil communautaire (CA Carcassonne Agglo)

| Tête de liste                          | Tête de liste    | Liste | Premier tour | Premier tour | Sièges | Sièges |
| Tête de liste                          | Tête de liste    | Liste | Voix         | %            | CM     | CC     |
| -------------------------------------- | ---------------- | ----- | ------------ | ------------ | ------ | ------ |
|                                        | Toni Carvajal    | SE    | 435          | 53,97        | 15     | 1      |
| Cazilhac Citoyens                      |                  |       | 435          | 53,97        | 15     | 1      |
|                                        | Cédric Lecointre | SE    | 371          | 46,02        | 4      | 0      |
| Poursuivons la dynamique pour Cazilhac |                  |       | 371          | 46,02        | 4      | 0      |
|                                        |                  |       |              |              |        |        |
| Votes valides                          |                  |       |              |              |        |        |
| Votes blancs                           |                  |       |              |              |        |        |
| Votes nuls                             |                  |       |              |              |        |        |
| Total                                  | Total            | Total |              | 100          |        |        |
| Abstention                             |                  |       |              |              |        |        |
| Inscrits / participation               |                  |       |              |              |        |        |

- Maire élu : -

### Chalabre
- Maire sortant : Jean-Jacques Aulombard (DVD)
- 15 sièges à pourvoir au conseil municipal (population légale 2017 : 1 118 habitants)
- 4 sièges à pourvoir au conseil communautaire (CC des Pyrénées Audoises)

| Tête de liste            | Tête de liste          | Liste | Premier tour | Premier tour | Sièges | Sièges |
| Tête de liste            | Tête de liste          | Liste | Voix         | %            | CM     | CC     |
| ------------------------ | ---------------------- | ----- | ------------ | ------------ | ------ | ------ |
|                          | Jacques Mamet          | SE    | 203          | 43           | 3      | 1      |
| Chalabre au centre       |                        |       | 203          | 43           | 3      | 1      |
|                          | Jean-Jacques Aulombard | DVD   | 269          | 56,99        | 12     | 3      |
| Ensemble pour Chalabre   |                        |       | 269          | 56,99        | 12     | 3      |
|                          |                        |       |              |              |        |        |
| Votes valides            |                        |       |              |              |        |        |
| Votes blancs             |                        |       |              |              |        |        |
| Votes nuls               |                        |       |              |              |        |        |
| Total                    | Total                  | Total |              | 100          |        |        |
| Abstention               |                        |       |              |              |        |        |
| Inscrits / participation |                        |       |              |              |        |        |

- Maire élu : -

### Conques-sur-Orbiel
- Maire sortant : Jean-François Juste (PCF)
- 23 sièges à pourvoir au conseil municipal (population légale 2017 : 2 525 habitants)
- 2 sièges à pourvoir au conseil communautaire (CA Carcassonne Agglo)

|                                 | Jean-François Juste      | PCF                      | 516   | 100   | 23 | 2 |  |  |
| Ensemble, construisons l'avenir |                          |                          | 516   | 100   | 23 | 2 |  |  |
|                                 |                          |                          |       |       |    |   |  |  |
| Votes valides                   | Votes valides            | Votes valides            | 516   | 84,31 |    |   |  |  |
| Votes blancs                    | Votes blancs             | Votes blancs             | 23    | 3,76  |    |   |  |  |
| Votes nuls                      | Votes nuls               | Votes nuls               | 73    | 11,93 |    |   |  |  |
| Total                           | Total                    | Total                    | 612   | 100   | 23 | 2 |  |  |
| Abstention                      | Abstention               | Abstention               | 1 099 | 64,23 |    |   |  |  |
| Inscrits / participation        | Inscrits / participation | Inscrits / participation | 1 711 | 35,77 |    |   |  |  |

- Maire élu :

### Couiza
- Maire sortant : Jacques Hortala (PS)
- 15 sièges à pourvoir au conseil municipal (population légale 2017 : 1 111 habitants)
- 2 sièges à pourvoir au conseil communautaire (CC du Limouxin)

| Tête de liste                   | Tête de liste   | Liste | Premier tour | Premier tour | Sièges | Sièges |
| Tête de liste                   | Tête de liste   | Liste | Voix         | %            | CM     | CC     |
| ------------------------------- | --------------- | ----- | ------------ | ------------ | ------ | ------ |
|                                 | Jacques Hortala | PS    | 247          | 100          | 15     | 2      |
| Ensemble, un avenir pour Couiza |                 |       | 247          | 100          | 15     | 2      |
|                                 |                 |       |              |              |        |        |
| Votes valides                   |                 |       |              |              |        |        |
| Votes blancs                    |                 |       |              |              |        |        |
| Votes nuls                      |                 |       |              |              |        |        |
| Total                           | Total           | Total |              | 100          |        |        |
| Abstention                      |                 |       |              |              |        |        |
| Inscrits / participation        |                 |       |              |              |        |        |

- Maire élu : -

### Coursan
- Maire sortant : Édouard Rocher (PRG)
- 29 sièges à pourvoir au conseil municipal (population légale 2017 : 5 908 habitants)
- 3 sièges à pourvoir au conseil communautaire (CA Grand Narbonne)

| Tête de liste            | Tête de liste  | Liste | Premier tour | Premier tour | Sièges | Sièges |
| Tête de liste            | Tête de liste  | Liste | Voix         | %            | CM     | CC     |
| ------------------------ | -------------- | ----- | ------------ | ------------ | ------ | ------ |
|                          | Édouard Rocher | PRG   | 1 418        | 67,10        | 25     | 3      |
| Union Coursan 2020       |                |       | 1 418        | 67,10        | 25     | 3      |
|                          | Olivier Aguzou | DVG   | 695          | 32,89        | 4      | 0      |
| Coursan en @ction        |                |       | 695          | 32,89        | 4      | 0      |
|                          |                |       |              |              |        |        |
| Votes valides            |                |       |              |              |        |        |
| Votes blancs             |                |       |              |              |        |        |
| Votes nuls               |                |       |              |              |        |        |
| Total                    | Total          | Total |              | 100          |        |        |
| Abstention               |                |       |              |              |        |        |
| Inscrits / participation |                |       |              |              |        |        |

- Maire élu : -

### Cuxac-d'Aude
- Maire sortant : Jacques Pociello (DVD)
- 27 sièges à pourvoir au conseil municipal (population légale 2017 : 4 030 habitants)
- 2 sièges à pourvoir au conseil communautaire (CA Grand Narbonne)

| Tête de liste                               | Tête de liste    | Liste | Premier tour | Premier tour | Sièges | Sièges |
| Tête de liste                               | Tête de liste    | Liste | Voix         | %            | CM     | CC     |
| ------------------------------------------- | ---------------- | ----- | ------------ | ------------ | ------ | ------ |
|                                             | Jacques Pociello | DVD   | 850          | 52,72        | 21     | 2      |
| Jacques Pociello - Continuons ensemble 2020 |                  |       | 850          | 52,72        | 21     | 2      |
|                                             | Gregory Delfour  | DVC   | 762          | 47,27        | 6      | 0      |
| Cuxac 2020                                  |                  |       | 762          | 47,27        | 6      | 0      |
|                                             |                  |       |              |              |        |        |
| Votes valides                               |                  |       |              |              |        |        |
| Votes blancs                                |                  |       |              |              |        |        |
| Votes nuls                                  |                  |       |              |              |        |        |
| Total                                       | Total            | Total |              | 100          |        |        |
| Abstention                                  |                  |       |              |              |        |        |
| Inscrits / participation                    |                  |       |              |              |        |        |

- Maire élu : -

### Espéraza
- Maire sortant : Georges Reverte (DVD)
- 19 sièges à pourvoir au conseil municipal (population légale 2017 : 1 870 habitants)
- 7 sièges à pourvoir au conseil communautaire (CC des Pyrénées Audoises)

| Tête de liste                        | Tête de liste   | Liste | Premier tour | Premier tour | Second tour | Second tour | Sièges | Sièges |
| Tête de liste                        | Tête de liste   | Liste | Voix         | %            | Voix        | %           | CM     | CC     |
| ------------------------------------ | --------------- | ----- | ------------ | ------------ | ----------- | ----------- | ------ | ------ |
|                                      | Jean Fourié     | SE    | 166          | 11,95        |             |             |        |        |
| E.s.p.o.i.r.                         |                 |       | 166          | 11,95        |             |             |        |        |
|                                      | Johan Fiedos    | SE    | 77           | 10,15        | 91          | 11,26       | 1      | 0      |
| Cooperaza                            |                 |       | 77           | 10,15        | 91          | 11,26       | 1      | 0      |
|                                      | Georges Reverte | DVD   | 242          | 31,92        | 261         | 32,30       | 3      | 1      |
| Renforçons la dynamique d'Espéraza ! |                 |       | 242          | 31,92        | 261         | 32,30       | 3      | 1      |
|                                      | Christian Soula | SE    | 273          | 36,01        | 456         | 56,43       | 15     | 6      |
| Ensemble pour tous à Espéraza        |                 |       | 273          | 36,01        | 456         | 56,43       | 15     | 6      |
|                                      |                 |       |              |              |             |             |        |        |
| Votes valides                        |                 |       |              |              |             |             |        |        |
| Votes blancs                         |                 |       |              |              |             |             |        |        |
| Votes nuls                           |                 |       |              |              |             |             |        |        |
| Total                                | Total           | Total |              | 100          |             | 100         |        |        |
| Abstention                           |                 |       |              |              |             |             |        |        |
| Inscrits / participation             |                 |       |              |              |             |             |        |        |

- Maire élu : -

### Fabrezan
- Maire sortant : Isabelle Géa-Péris (PS)
- 15 sièges à pourvoir au conseil municipal (population légale 2017 : 1 291 habitants)
- 2 sièges à pourvoir au conseil communautaire (CC Région Lézignanaise, Corbières et Minervois)

| Tête de liste            | Tête de liste      | Liste | Premier tour | Premier tour | Sièges | Sièges |
| Tête de liste            | Tête de liste      | Liste | Voix         | %            | CM     | CC     |
| ------------------------ | ------------------ | ----- | ------------ | ------------ | ------ | ------ |
|                          | Isabelle Géa-Péris | PS    | 445          | 100          | 15     | 2      |
| Pour une terre d'union   |                    |       | 445          | 100          | 15     | 2      |
|                          |                    |       |              |              |        |        |
| Votes valides            |                    |       |              |              |        |        |
| Votes blancs             |                    |       |              |              |        |        |
| Votes nuls               |                    |       |              |              |        |        |
| Total                    | Total              | Total |              | 100          |        |        |
| Abstention               |                    |       |              |              |        |        |
| Inscrits / participation |                    |       |              |              |        |        |

- Maire élu : -

### Ferrals-les-Corbières
- Maire sortant : Gérard Barthez (PS)
- 15 sièges à pourvoir au conseil municipal (population légale 2017 : 1 192 habitants)
- 2 sièges à pourvoir au conseil communautaire (CC Région Lézignanaise, Corbières et Minervois)

| Tête de liste                 | Tête de liste  | Liste | Premier tour | Premier tour | Sièges | Sièges |
| Tête de liste                 | Tête de liste  | Liste | Voix         | %            | CM     | CC     |
| ----------------------------- | -------------- | ----- | ------------ | ------------ | ------ | ------ |
|                               | Gérard Barthez | PS    | 407          | 50,49        | 12     | 2      |
| Bien vivre ensemble à Ferrals |                |       | 407          | 50,49        | 12     | 2      |
|                               | Alain Valero   | SE    | 399          | 49,50        | 3      | 0      |
| Unis pour notre village       |                |       | 399          | 49,50        | 3      | 0      |
|                               |                |       |              |              |        |        |
| Votes valides                 |                |       |              |              |        |        |
| Votes blancs                  |                |       |              |              |        |        |
| Votes nuls                    |                |       |              |              |        |        |
| Total                         | Total          | Total |              | 100          |        |        |
| Abstention                    |                |       |              |              |        |        |
| Inscrits / participation      |                |       |              |              |        |        |

- Maire élu : -

### Fitou
- Maire sortant : Alexis Armangeau (PS)
- 15 sièges à pourvoir au conseil municipal (population légale 2017 : 1 060 habitants)
- 2 sièges à pourvoir au conseil communautaire (CC Corbières Salanque Méditerranée)

| Tête de liste            | Tête de liste   | Liste | Premier tour | Premier tour | Sièges | Sièges |
| Tête de liste            | Tête de liste   | Liste | Voix         | %            | CM     | CC     |
| ------------------------ | --------------- | ----- | ------------ | ------------ | ------ | ------ |
|                          | Alexis Armangau | PS    | 308          | 100          | 15     | 2      |
| Tous unis pour Fitou     |                 |       | 308          | 100          | 15     | 2      |
|                          |                 |       |              |              |        |        |
| Votes valides            |                 |       |              |              |        |        |
| Votes blancs             |                 |       |              |              |        |        |
| Votes nuls               |                 |       |              |              |        |        |
| Total                    | Total           | Total |              | 100          |        |        |
| Abstention               |                 |       |              |              |        |        |
| Inscrits / participation |                 |       |              |              |        |        |

- Maire élu : -

### Fleury
- Maire sortant : Guy Sié (LR)
- 27 sièges à pourvoir au conseil municipal (population légale 2017 : 3 825 habitants)
- 2 sièges à pourvoir au conseil communautaire (CA Grand Narbonne)

| Tête de liste                | Tête de liste        | Liste | Premier tour | Premier tour | Second tour | Second tour | Sièges | Sièges |
| Tête de liste                | Tête de liste        | Liste | Voix         | %            | Voix        | %           | CM     | CC     |
| ---------------------------- | -------------------- | ----- | ------------ | ------------ | ----------- | ----------- | ------ | ------ |
|                              | Martine Cadena       | SE    | 579          | 25,28        | 693         | 29,32       | 4      | 0      |
| Ensemble pour l'avenir       |                      |       | 579          | 25,28        | 693         | 29,32       | 4      | 0      |
|                              | Marie-José Mateu     | RN    | 182          | 7,94         |             |             |        |        |
| Rassemblement Nouveau Fleury |                      |       | 182          | 7,94         |             |             |        |        |
|                              | Anne-Marie Beaudouvi | DVD   | 488          | 21,31        | 293         | 12,39       | 1      | 0      |
| Rassembler pour agir 2020    |                      |       | 488          | 21,31        | 293         | 12,39       | 1      | 0      |
|                              | André-Luc Montagnier | SE    | 896          | 39,12        | 1 377       | 58,27       | 22     | 2      |
| Préserver et embellir        |                      |       | 896          | 39,12        | 1 377       | 58,27       | 22     | 2      |
|                              | Damien Perrier-Doron | DVC   | 142          | 6,33         |             |             |        |        |
| #FleurydAude                 |                      |       | 142          | 6,33         |             |             |        |        |
|                              |                      |       |              |              |             |             |        |        |
| Votes valides                |                      |       |              |              |             |             |        |        |
| Votes blancs                 |                      |       |              |              |             |             |        |        |
| Votes nuls                   |                      |       |              |              |             |             |        |        |
| Total                        | Total                | Total |              | 100          |             | 100         |        |        |
| Abstention                   |                      |       |              |              |             |             |        |        |
| Inscrits / participation     |                      |       |              |              |             |             |        |        |

- Maire élu : -

### Ginestas
- Maire sortant : Georges Combes (PCF)
- 15 sièges à pourvoir au conseil municipal (population légale 2017 : 1 445 habitants)
- 1 siège à pourvoir au conseil communautaire (CA Grand Narbonne)

| Tête de liste            | Tête de liste  | Liste | Premier tour | Premier tour | Sièges | Sièges |
| Tête de liste            | Tête de liste  | Liste | Voix         | %            | CM     | CC     |
| ------------------------ | -------------- | ----- | ------------ | ------------ | ------ | ------ |
|                          | Georges Combes | PCF   | 386          | 100          | 15     | 1      |
| Ginestas ensemble        |                |       | 386          | 100          | 15     | 1      |
|                          |                |       |              |              |        |        |
| Votes valides            |                |       |              |              |        |        |
| Votes blancs             |                |       |              |              |        |        |
| Votes nuls               |                |       |              |              |        |        |
| Total                    | Total          | Total |              | 100          |        |        |
| Abstention               |                |       |              |              |        |        |
| Inscrits / participation |                |       |              |              |        |        |

- Maire élu : -

### Gruissan
- Maire sortant : Didier Codorniou (PRG)
- 29 sièges à pourvoir au conseil municipal (population légale 2017 : 5 000 habitants)
- 2 sièges à pourvoir au conseil communautaire (CA Grand Narbonne)

|                                          | Didier Codorniou         | PRG                      | 1 985 | 66,61 | 24 | 2 |  |  |
| Ensemble Gruissan, terre et mer d'avenir |                          |                          | 1 985 | 66,61 | 24 | 2 |  |  |
|                                          | Michel Carbonel          | Écologiste-DVC           | 995   | 33,38 | 5  | 0 |  |  |
| Naturellement Gruissan 2020              |                          |                          | 995   | 33,38 | 5  | 0 |  |  |
|                                          |                          |                          |       |       |    |   |  |  |
| Votes valides                            | Votes valides            | Votes valides            | 2 980 | 96,44 |    |   |  |  |
| Votes blancs                             | Votes blancs             | Votes blancs             | 36    | 1,17  |    |   |  |  |
| Votes nuls                               | Votes nuls               | Votes nuls               | 74    | 2,39  |    |   |  |  |
| Total                                    | Total                    | Total                    | 3 090 | 100   | 29 | 2 |  |  |
| Abstention                               | Abstention               | Abstention               | 1 931 | 38,46 |    |   |  |  |
| Inscrits / participation                 | Inscrits / participation | Inscrits / participation | 5 021 | 61,54 |    |   |  |  |

- Maire élu : -

### La Palme
- Maire sortant : Jean-Paul Fauran (DVD)
- 19 sièges à pourvoir au conseil municipal (population légale 2017 : 1 693 habitants)
- 1 siège à pourvoir au conseil communautaire (CA Grand Narbonne)

| Tête de liste            | Tête de liste    | Liste | Premier tour | Premier tour | Sièges | Sièges |
| Tête de liste            | Tête de liste    | Liste | Voix         | %            | CM     | CC     |
| ------------------------ | ---------------- | ----- | ------------ | ------------ | ------ | ------ |
|                          | Jean-Paul Fauran | DVD   | 552          | 100          | 19     | 1      |
| J'aime La Palme          |                  |       | 552          | 100          | 19     | 1      |
|                          |                  |       |              |              |        |        |
| Votes valides            |                  |       |              |              |        |        |
| Votes blancs             |                  |       |              |              |        |        |
| Votes nuls               |                  |       |              |              |        |        |
| Total                    | Total            | Total |              | 100          |        |        |
| Abstention               |                  |       |              |              |        |        |
| Inscrits / participation |                  |       |              |              |        |        |

- Maire élu : -

### La Redorte
- Maire sortant : Pierre-Henri Ilhes (PS)
- 15 sièges à pourvoir au conseil municipal (population légale 2017 : 1 161 habitants)
- 1 siège à pourvoir au conseil communautaire (CA Carcassonne Agglo)

| Tête de liste            | Tête de liste   | Liste | Premier tour | Premier tour | Sièges | Sièges |
| Tête de liste            | Tête de liste   | Liste | Voix         | %            | CM     | CC     |
| ------------------------ | --------------- | ----- | ------------ | ------------ | ------ | ------ |
|                          | Christian Magro | SE    | 358          | 100          | 15     | 1      |
| La Redorte en commun     |                 |       | 358          | 100          | 15     | 1      |
|                          |                 |       |              |              |        |        |
| Votes valides            |                 |       |              |              |        |        |
| Votes blancs             |                 |       |              |              |        |        |
| Votes nuls               |                 |       |              |              |        |        |
| Total                    | Total           | Total |              | 100          |        |        |
| Abstention               |                 |       |              |              |        |        |
| Inscrits / participation |                 |       |              |              |        |        |

- Maire élu : -

### Labastide-d'Anjou
- Maire sortant : Nathalie Naccache (DVG)
- 15 sièges à pourvoir au conseil municipal (population légale 2017 : 1 326 habitants)
- 3 sièges à pourvoir au conseil communautaire (CC Castelnaudary Lauragais Audois)

| Tête de liste            | Tête de liste     | Liste | Premier tour | Premier tour | Sièges | Sièges |
| Tête de liste            | Tête de liste     | Liste | Voix         | %            | CM     | CC     |
| ------------------------ | ----------------- | ----- | ------------ | ------------ | ------ | ------ |
|                          | Nathalie Naccache | DVG   | 345          | 100          | 15     | 3      |
| Labastide avenir         |                   |       | 345          | 100          | 15     | 3      |
|                          |                   |       |              |              |        |        |
| Votes valides            |                   |       |              |              |        |        |
| Votes blancs             |                   |       |              |              |        |        |
| Votes nuls               |                   |       |              |              |        |        |
| Total                    | Total             | Total |              | 100          |        |        |
| Abstention               |                   |       |              |              |        |        |
| Inscrits / participation |                   |       |              |              |        |        |

- Maire élu : -

### Laure-Minervois
- Maire sortant : Émile Raggini (PS)
- 15 sièges à pourvoir au conseil municipal (population légale 2017 : 1 055 habitants)
- 1 siège à pourvoir au conseil communautaire (CA Carcassonne Agglo)

| Tête de liste             | Tête de liste   | Liste | Premier tour | Premier tour | Sièges | Sièges |
| Tête de liste             | Tête de liste   | Liste | Voix         | %            | CM     | CC     |
| ------------------------- | --------------- | ----- | ------------ | ------------ | ------ | ------ |
|                           | Édouard Diouf   | SE    | 91           | 15,47        | 1      | 0      |
| Sans étiquette            |                 |       | 91           | 15,47        | 1      | 0      |
|                           | Émile Raggini   | PS    | 299          | 50,85        | 12     | 1      |
| Réussir ensemble          |                 |       | 299          | 50,85        | 12     | 1      |
|                           | Christophe Lair | SE    | 198          | 33,67        | 2      | 0      |
| Laure-Minervois j'y crois |                 |       | 198          | 33,67        | 2      | 0      |
|                           |                 |       |              |              |        |        |
| Votes valides             |                 |       |              |              |        |        |
| Votes blancs              |                 |       |              |              |        |        |
| Votes nuls                |                 |       |              |              |        |        |
| Total                     | Total           | Total |              | 100          |        |        |
| Abstention                |                 |       |              |              |        |        |
| Inscrits / participation  |                 |       |              |              |        |        |

- Maire élu : -

### Lavalette
- Maire sortant : René Milhau (PS)
- 15 sièges à pourvoir au conseil municipal (population légale 2017 : 1 499 habitants)
- 1 siège à pourvoir au conseil communautaire (CA Carcassonne Agglo)

| Tête de liste                           | Tête de liste | Liste | Premier tour | Premier tour | Sièges | Sièges |
| Tête de liste                           | Tête de liste | Liste | Voix         | %            | CM     | CC     |
| --------------------------------------- | ------------- | ----- | ------------ | ------------ | ------ | ------ |
|                                         | René Milhau   | PS    | 396          | 100          | 15     | 1      |
| Liste de défense des intérêts communaux |               |       | 396          | 100          | 15     | 1      |
|                                         |               |       |              |              |        |        |
| Votes valides                           |               |       |              |              |        |        |
| Votes blancs                            |               |       |              |              |        |        |
| Votes nuls                              |               |       |              |              |        |        |
| Total                                   | Total         | Total |              | 100          |        |        |
| Abstention                              |               |       |              |              |        |        |
| Inscrits / participation                |               |       |              |              |        |        |

- Maire élu : -

### Leucate
- Maire sortant : Michel Py (LR)
- 27 sièges à pourvoir au conseil municipal (population légale 2017 : 4 428 habitants)
- 2 sièges à pourvoir au conseil communautaire (CA Grand Narbonne)

| Tête de liste                     | Tête de liste             | Liste | Premier tour | Premier tour | Sièges | Sièges |
| Tête de liste                     | Tête de liste             | Liste | Voix         | %            | CM     | CC     |
| --------------------------------- | ------------------------- | ----- | ------------ | ------------ | ------ | ------ |
|                                   | Marie-France Barthet      | DVG   | 840          | 29,93        | 4      | 0      |
| Leucate citoyenne                 |                           |       | 840          | 29,93        | 4      | 0      |
|                                   | Michel Py                 | LR    | 1 642        | 58,51        | 22     | 2      |
| Leucate Renouveau                 |                           |       | 1 642        | 58,51        | 22     | 2      |
|                                   | Laure-Emmanuelle Philippe | RN    | 324          | 11,54        | 1      | 0      |
| Leucate Rassemblement Bleu Marine |                           |       | 324          | 11,54        | 1      | 0      |
|                                   |                           |       |              |              |        |        |
| Votes valides                     |                           |       |              |              |        |        |
| Votes blancs                      |                           |       |              |              |        |        |
| Votes nuls                        |                           |       |              |              |        |        |
| Total                             | Total                     | Total |              | 100          |        |        |
| Abstention                        |                           |       |              |              |        |        |
| Inscrits / participation          |                           |       |              |              |        |        |

- Maire élu : -

### Lézignan-Corbières
- Maire sortant : Michel Maïque (PS)
- 33 sièges à pourvoir au conseil municipal (population légale 2017 : 11 168 habitants)
- 22 sièges à pourvoir au conseil communautaire (CC Région Lézignanaise, Corbières et Minervois)

| Tête de liste                          | Tête de liste            | Liste                    | Premier tour | Premier tour | Second tour | Second tour | Sièges | Sièges |
| Tête de liste                          | Tête de liste            | Liste                    | Voix         | %            | Voix        | %           | CM     | CC     |
| -------------------------------------- | ------------------------ | ------------------------ | ------------ | ------------ | ----------- | ----------- | ------ | ------ |
|                                        | Michel Maïque            | PS                       | 1 412        | 46,21        | 1 763       | 49,87       | 8      | 5      |
| Expérience et progrès pour Lézignan    |                          |                          | 1 412        | 46,21        | 1 763       | 49,87       | 8      | 5      |
|                                        | Gerard Forcada           | DVD                      | 1 174        | 38,42        | 1 772       | 50,12       | 25     |        |
| Un autre Lézignan, oui c'est possible  |                          |                          | 1 174        | 38,42        | 1 772       | 50,12       | 25     |        |
|                                        | Didier Marcon            | DVC                      | 469          | 15,35        |             |             |        |        |
| Lézignan, ensemble pour un nouvel élan |                          |                          | 469          | 15,35        |             |             |        |        |
|                                        |                          |                          |              |              |             |             |        |        |
| Votes valides                          | Votes valides            | Votes valides            | 3 055        | 94,82        |             |             |        |        |
| Votes blancs                           | Votes blancs             | Votes blancs             | 59           | 1,83         |             |             |        |        |
| Votes nuls                             | Votes nuls               | Votes nuls               | 108          | 3,35         |             |             |        |        |
| Total                                  | Total                    | Total                    | 3 222        | 100          |             | 100         | 33     | 22     |
| Abstention                             | Abstention               | Abstention               | 4 196        | 56,57        |             |             |        |        |
| Inscrits / participation               | Inscrits / participation | Inscrits / participation | 7 418        | 43,43        |             |             |        |        |

- Maire élu : -

### Limoux
- Maire sortant : Jean-Paul Dupré (PS)
- 33 sièges à pourvoir au conseil municipal (population légale 2017 : 10 066 habitants)
- 25 sièges à pourvoir au conseil communautaire (CC du Limouxin)

| Tête de liste             | Tête de liste            | Liste                    | Premier tour | Premier tour | Second tour | Second tour | Sièges | Sièges |
| Tête de liste             | Tête de liste            | Liste                    | Voix         | %            | Voix        | %           | CM     | CC     |
| ------------------------- | ------------------------ | ------------------------ | ------------ | ------------ | ----------- | ----------- | ------ | ------ |
|                           | Pierre Durand            | PS                       | 1 550        | 47,70        | 1846        | 57,66       | 26     | 20     |
| Agir ensemble pour Limoux |                          |                          | 1 550        | 47,70        | 1846        | 57,66       | 26     | 20     |
|                           | Pierre Bac               | DVD                      | 673          | 20,71        | 789         | 24,64       | 4      | 3      |
| Limoux Renouveau 2020     |                          |                          | 673          | 20,71        | 789         | 24,64       | 4      | 3      |
|                           | Julien Rancoule          | RN                       | 575          | 17,69        | 566         | 17,68       | 3      | 2      |
| Rassemblement pour Limoux |                          |                          | 575          | 17,69        | 566         | 17,68       | 3      | 2      |
|                           | Sylvie Cabanas           | LREM                     | 451          | 13,88        |             |             |        |        |
| Limoux demain             |                          |                          | 451          | 13,88        |             |             |        |        |
|                           |                          |                          |              |              |             |             |        |        |
| Votes valides             | Votes valides            | Votes valides            | 3 249        | 96,07        |             |             |        |        |
| Votes blancs              | Votes blancs             | Votes blancs             | 38           | 1,12         |             |             |        |        |
| Votes nuls                | Votes nuls               | Votes nuls               | 95           | 2,81         |             |             |        |        |
| Total                     | Total                    | Total                    | 3 382        | 100          |             | 100         | 33     | 25     |
| Abstention                | Abstention               | Abstention               | 2 659        | 44,02        |             |             |        |        |
| Inscrits / participation  | Inscrits / participation | Inscrits / participation | 6 041        | 55,98        |             |             |        |        |

- Maire élu : -

### Luc-sur-Orbieu
- Maire sortant : Yves Kosinski (DVD)
- 15 sièges à pourvoir au conseil municipal (population légale 2017 : 1 144 habitants)
- 2 sièges à pourvoir au conseil communautaire (CC Région Lézignanaise, Corbières et Minervois)

| Tête de liste            | Tête de liste     | Liste | Premier tour | Premier tour | Sièges | Sièges |
| Tête de liste            | Tête de liste     | Liste | Voix         | %            | CM     | CC     |
| ------------------------ | ----------------- | ----- | ------------ | ------------ | ------ | ------ |
|                          | Yves Kosinski     | DVD   | 389          | 68,48        | 13     | 2      |
| Avec vous et pour vous   |                   |       | 389          | 68,48        | 13     | 2      |
|                          | Jean-Michel Rieux | SE    | 179          | 31,51        | 2      | 0      |
| Mieux vivre ensemble     |                   |       | 179          | 31,51        | 2      | 0      |
|                          |                   |       |              |              |        |        |
| Votes valides            |                   |       |              |              |        |        |
| Votes blancs             |                   |       |              |              |        |        |
| Votes nuls               |                   |       |              |              |        |        |
| Total                    | Total             | Total |              | 100          |        |        |
| Abstention               |                   |       |              |              |        |        |
| Inscrits / participation |                   |       |              |              |        |        |

- Maire élu : -

### Marcorignan
- Maire sortant : Francis Taurand (DVG)
- 15 sièges à pourvoir au conseil municipal (population légale 2017 : 1 300 habitants)
- 1 siège à pourvoir au conseil communautaire (CA Grand Narbonne)

| Tête de liste                            | Tête de liste   | Liste | Premier tour | Premier tour | Sièges | Sièges |
| Tête de liste                            | Tête de liste   | Liste | Voix         | %            | CM     | CC     |
| ---------------------------------------- | --------------- | ----- | ------------ | ------------ | ------ | ------ |
|                                          | Francis Taurand | DVG   | 423          | 100          | 15     | 1      |
| Cultivons son passé, écrivons son avenir |                 |       | 423          | 100          | 15     | 1      |
|                                          |                 |       |              |              |        |        |
| Votes valides                            |                 |       |              |              |        |        |
| Votes blancs                             |                 |       |              |              |        |        |
| Votes nuls                               |                 |       |              |              |        |        |
| Total                                    | Total           | Total |              | 100          |        |        |
| Abstention                               |                 |       |              |              |        |        |
| Inscrits / participation                 |                 |       |              |              |        |        |

- Maire élu : -

### Montréal
- Maire sortant : Christian Rebelle (PRG)
- 19 sièges à pourvoir au conseil municipal (population légale 2017 : 1 896 habitants)
- 5 sièges à pourvoir au conseil communautaire (CC Piège-Lauragais-Malepère)

| Tête de liste                    | Tête de liste        | Liste | Premier tour | Premier tour | Sièges | Sièges |
| Tête de liste                    | Tête de liste        | Liste | Voix         | %            | CM     | CC     |
| -------------------------------- | -------------------- | ----- | ------------ | ------------ | ------ | ------ |
|                                  | Jean-François Imbert | SE    | 355          | 40,99        | 4      | 1      |
| Montréal, une ambition commune ! |                      |       | 355          | 40,99        | 4      | 1      |
|                                  | Jean Lodovici        | SE    | 76           | 8,77         | 0      | 0      |
| Montréal autrement               |                      |       | 76           | 8,77         | 0      | 0      |
|                                  | Bernard Breil        | DVG   | 435          | 50,23        | 15     | 4      |
| Transition et renouvellement     |                      |       | 435          | 50,23        | 15     | 4      |
|                                  |                      |       |              |              |        |        |
| Votes valides                    |                      |       |              |              |        |        |
| Votes blancs                     |                      |       |              |              |        |        |
| Votes nuls                       |                      |       |              |              |        |        |
| Total                            | Total                | Total |              | 100          |        |        |
| Abstention                       |                      |       |              |              |        |        |
| Inscrits / participation         |                      |       |              |              |        |        |

- Maire élu : -

### Montredon-des-Corbières
- Maire sortant : Éric Mellet (PS)
- 15 sièges à pourvoir au conseil municipal (population légale 2017 : 1 477 habitants)
- 1 siège à pourvoir au conseil communautaire (CA Grand Narbonne)

| Tête de liste                   | Tête de liste     | Liste | Premier tour | Premier tour | Sièges | Sièges |
| Tête de liste                   | Tête de liste     | Liste | Voix         | %            | CM     | CC     |
| ------------------------------- | ----------------- | ----- | ------------ | ------------ | ------ | ------ |
|                                 | Jean-Marc Jansana | SE    | 486          | 64,80        | 13     | 1      |
| Montredon à cœur                |                   |       | 486          | 64,80        | 13     | 1      |
|                                 | Éric Mellet       | PS    | 264          | 35,20        | 2      | 0      |
| Bien vivre ensemble à Montredon |                   |       | 264          | 35,20        | 2      | 0      |
|                                 |                   |       |              |              |        |        |
| Votes valides                   |                   |       |              |              |        |        |
| Votes blancs                    |                   |       |              |              |        |        |
| Votes nuls                      |                   |       |              |              |        |        |
| Total                           | Total             | Total |              | 100          |        |        |
| Abstention                      |                   |       |              |              |        |        |
| Inscrits / participation        |                   |       |              |              |        |        |

- Maire élu : -

### Moussan
- Maire sortant : Claude Codorniou (PS)
- 19 sièges à pourvoir au conseil municipal (population légale 2017 : 1 940 habitants)
- 1 siège à pourvoir au conseil communautaire (CA Grand Narbonne)

| Tête de liste                         | Tête de liste           | Liste | Premier tour | Premier tour | Second tour | Second tour | Sièges | Sièges |
| Tête de liste                         | Tête de liste           | Liste | Voix         | %            | Voix        | %           | CM     | CC     |
| ------------------------------------- | ----------------------- | ----- | ------------ | ------------ | ----------- | ----------- | ------ | ------ |
|                                       | Jean-Paul Schembri      | SE    | 275          | 30,21        | 329         | 33,81       | 3      | 0      |
| Une équipe, une ambition pour Moussan |                         |       | 275          | 30,21        | 329         | 33,81       | 3      | 0      |
|                                       | Jean-Marie Gérard Monié | SE    | 330          | 36,26        | 454         | 46,65       | 14     | 1      |
| Moussan 2020 force et solidarité      |                         |       | 330          | 36,26        | 454         | 46,65       | 14     | 1      |
|                                       | François Chattelard     | SE    | 131          | 14,39        |             |             |        |        |
| Objectif Moussan                      |                         |       | 131          | 14,39        |             |             |        |        |
|                                       | Serge Bonnery           | SE    | 174          | 19,12        | 190         | 19,52       | 2      | 0      |
| Moussan passionnément                 |                         |       | 174          | 19,12        | 190         | 19,52       | 2      | 0      |
|                                       |                         |       |              |              |             |             |        |        |
| Votes valides                         |                         |       |              |              |             |             |        |        |
| Votes blancs                          |                         |       |              |              |             |             |        |        |
| Votes nuls                            |                         |       |              |              |             |             |        |        |
| Total                                 | Total                   | Total |              | 100          |             | 100         |        |        |
| Abstention                            |                         |       |              |              |             |             |        |        |
| Inscrits / participation              |                         |       |              |              |             |             |        |        |

- Maire élu : -

### Moussoulens
- Maire sortant : Gérard Vallier (DVG)
- 15 sièges à pourvoir au conseil municipal (population légale 2017 : 1 018 habitants)
- 1 siège à pourvoir au conseil communautaire (CA Carcassonne Agglo)

| Tête de liste                | Tête de liste           | Liste | Premier tour | Premier tour | Sièges | Sièges |
| Tête de liste                | Tête de liste           | Liste | Voix         | %            | CM     | CC     |
| ---------------------------- | ----------------------- | ----- | ------------ | ------------ | ------ | ------ |
|                              | Gérard Vallier          | DVG   | 327          | 56,28        | 12     | 1      |
| Moussoulens pour tous        |                         |       | 327          | 56,28        | 12     | 1      |
|                              | Nicole Chourreau Fiches | SE    | 254          | 43,71        | 3      | 0      |
| Nouveau cap pour Moussoulens |                         |       | 254          | 43,71        | 3      | 0      |
|                              |                         |       |              |              |        |        |
| Votes valides                |                         |       |              |              |        |        |
| Votes blancs                 |                         |       |              |              |        |        |
| Votes nuls                   |                         |       |              |              |        |        |
| Total                        | Total                   | Total |              | 100          |        |        |
| Abstention                   |                         |       |              |              |        |        |
| Inscrits / participation     |                         |       |              |              |        |        |

- Maire élu : -

### Narbonne
- Maire sortant : Didier Mouly (DVD)
- 45 sièges à pourvoir au conseil municipal (population légale 2017 : 54 700 habitants)
- 31 sièges à pourvoir au conseil communautaire (CA Grand Narbonne)

| Tête de liste                 | Tête de liste            | Liste                    | Premier tour | Premier tour | Second tour | Second tour | Sièges | Sièges |
| Tête de liste                 | Tête de liste            | Liste                    | Voix         | %            | Voix        | %           | CM     | CC     |
| ----------------------------- | ------------------------ | ------------------------ | ------------ | ------------ | ----------- | ----------- | ------ | ------ |
|                               | Didier Mouly             | DVD                      | 4 812        | 34,63        | 6188        | 43,57       | 33     | 23     |
| Nouveau Narbonne 2020         |                          |                          | 4 812        | 34,63        | 6188        | 43,57       | 33     | 23     |
|                               | Nicolas Sainte-Cluque    | PS - PCF - ND            | 3 308        | 23,81        | 4890        | 34,43       | 7      | 5      |
| Narbonne en commun            |                          |                          | 3 308        | 23,81        | 4890        | 34,43       | 7      | 5      |
|                               | Nathalie Granier Calvet  | DVG                      | 1 519        | 10,93        | 4890        | 34,43       | 7      | 5      |
| Narbonne Génération Citoyenne |                          |                          | 1 519        | 10,93        | 4890        | 34,43       | 7      | 5      |
|                               | Viviane Thivent          | EÉLV                     | 1 465        | 10,54        | 1 863       | 13,11       | 3      | 2      |
| Les Robin.e.s                 |                          |                          | 1 465        | 10,54        | 1 863       | 13,11       | 3      | 2      |
|                               | Jean-François Daraud     | RN                       | 1 444        | 10,39        | 1261        | 8,87        | 2      | 1      |
| Rassemblement narbonnais      |                          |                          | 1 444        | 10,39        | 1261        | 8,87        | 2      | 1      |
|                               | David Granel             | DVC                      | 1 015        | 7,30         |             |             |        |        |
| Narbonne 21                   |                          |                          | 1 015        | 7,30         |             |             |        |        |
|                               | Jordan Geoffrey Perello  | SE                       | 176          | 1,26         |             |             |        |        |
| Narbonne Unis                 |                          |                          | 176          | 1,26         |             |             |        |        |
|                               | Nathalie Delvallez       | DVG                      | 154          | 1,10         |             |             |        |        |
| Narbonne, impulsion citoyenne |                          |                          | 154          | 1,10         |             |             |        |        |
|                               |                          |                          |              |              |             |             |        |        |
| Votes valides                 | Votes valides            | Votes valides            | 13 893       | 95,19        |             |             |        |        |
| Votes blancs                  | Votes blancs             | Votes blancs             | 164          | 1,12         |             |             |        |        |
| Votes nuls                    | Votes nuls               | Votes nuls               | 538          | 3,69         |             |             |        |        |
| Total                         | Total                    | Total                    | 14 595       | 100          |             | 100         | 45     | 31     |
| Abstention                    | Abstention               | Abstention               | 24 470       | 62;64        |             |             |        |        |
| Inscrits / participation      | Inscrits / participation | Inscrits / participation | 39 065       | 37;36        |             |             |        |        |

- Maire élu : -

### Névian
- Maire sortant : Magali Vergnes (PS)
- 15 sièges à pourvoir au conseil municipal (population légale 2017 : 1 301 habitants)
- 1 siège à pourvoir au conseil communautaire (CA Grand Narbonne)

| Tête de liste                        | Tête de liste  | Liste | Premier tour | Premier tour | Sièges | Sièges |
| Tête de liste                        | Tête de liste  | Liste | Voix         | %            | CM     | CC     |
| ------------------------------------ | -------------- | ----- | ------------ | ------------ | ------ | ------ |
|                                      | Magali Vergnes | PS    | 373          | 100          | 15     | 1      |
| Union, passion, ambition pour Névian |                |       | 373          | 100          | 15     | 1      |
|                                      |                |       |              |              |        |        |
| Votes valides                        |                |       |              |              |        |        |
| Votes blancs                         |                |       |              |              |        |        |
| Votes nuls                           |                |       |              |              |        |        |
| Total                                | Total          | Total |              | 100          |        |        |
| Abstention                           |                |       |              |              |        |        |
| Inscrits / participation             |                |       |              |              |        |        |

- Maire élu : -

### Ornaisons
- Maire sortant : Gilles Casty (PS)
- 15 sièges à pourvoir au conseil municipal (population légale 2017 : 1 181 habitants)
- 2 sièges à pourvoir au conseil communautaire (CC Région Lézignanaise, Corbières et Minervois)

| Tête de liste                                | Tête de liste     | Liste | Premier tour | Premier tour | Sièges | Sièges |
| Tête de liste                                | Tête de liste     | Liste | Voix         | %            | CM     | CC     |
| -------------------------------------------- | ----------------- | ----- | ------------ | ------------ | ------ | ------ |
|                                              | Gilles Casty      | PS    | 355          | 60,27        | 12     | 2      |
| Millésime 2020 - Ornaisons, un projet commun |                   |       | 355          | 60,27        | 12     | 2      |
|                                              | Jean-Yves Jurczyk | SE    | 234          | 39,72        | 3      | 0      |
| MVOrnaisons pour tous                        |                   |       | 234          | 39,72        | 3      | 0      |
|                                              |                   |       |              |              |        |        |
| Votes valides                                |                   |       |              |              |        |        |
| Votes blancs                                 |                   |       |              |              |        |        |
| Votes nuls                                   |                   |       |              |              |        |        |
| Total                                        | Total             | Total |              | 100          |        |        |
| Abstention                                   |                   |       |              |              |        |        |
| Inscrits / participation                     |                   |       |              |              |        |        |

- Maire élu : -

### Ouveillan
- Maire sortant : Gérard Cribaillet (DVG)
- 19 sièges à pourvoir au conseil municipal (population légale 2017 : 2 463 habitants)
- 1 siège à pourvoir au conseil communautaire (CA Grand Narbonne)

| Tête de liste                     | Tête de liste       | Liste | Premier tour | Premier tour | Sièges | Sièges |
| Tête de liste                     | Tête de liste       | Liste | Voix         | %            | CM     | CC     |
| --------------------------------- | ------------------- | ----- | ------------ | ------------ | ------ | ------ |
|                                   | Jean-Paul Chaluleau | SE    | 786          | 100          | 19     | 1      |
| Un nouveau souffle pour Ouveillan |                     |       | 786          | 100          | 19     | 1      |
|                                   |                     |       |              |              |        |        |
| Votes valides                     |                     |       |              |              |        |        |
| Votes blancs                      |                     |       |              |              |        |        |
| Votes nuls                        |                     |       |              |              |        |        |
| Total                             | Total               | Total |              | 100          |        |        |
| Abstention                        |                     |       |              |              |        |        |
| Inscrits / participation          |                     |       |              |              |        |        |

- Maire élu : -

### Palaja
- Maire sortant : Paul Ramoneda (PS)
- 19 sièges à pourvoir au conseil municipal (population légale 2017 : 2 357 habitants)
- 1 siège à pourvoir au conseil communautaire (CA Carcassonne Agglo)

| Tête de liste                             | Tête de liste      | Liste | Premier tour | Premier tour | Second tour | Second tour | Sièges | Sièges |
| Tête de liste                             | Tête de liste      | Liste | Voix         | %            | Voix        | %           | CM     | CC     |
| ----------------------------------------- | ------------------ | ----- | ------------ | ------------ | ----------- | ----------- | ------ | ------ |
|                                           | Florence Vaya      | PS    | 249          | 20,83        |             |             |        |        |
| Palaja, l'avenir ensemble                 |                    |       | 249          | 20,83        |             |             |        |        |
|                                           | Thierry Lecina     | SE    | 426          | 35,65        | 730         | 53,71       | 15     | 1      |
| Palaja 2020 : unis pour réussir           |                    |       | 426          | 35,65        | 730         | 53,71       | 15     | 1      |
|                                           | Nadia Gleizes-Raya | SE    | 103          | 8,62         |             |             |        |        |
| CAP 2020, construisons l'avenir de Palaja |                    |       | 103          | 8,62         |             |             |        |        |
|                                           | Thierry Clares     | SE    | 417          | 34,90        | 629         | 46,28       | 4      | 0      |
| Un nouveau souffle pour Palaja            |                    |       | 417          | 34,90        | 629         | 46,28       | 4      | 0      |
|                                           |                    |       |              |              |             |             |        |        |
| Votes valides                             |                    |       |              |              |             |             |        |        |
| Votes blancs                              |                    |       |              |              |             |             |        |        |
| Votes nuls                                |                    |       |              |              |             |             |        |        |
| Total                                     | Total              | Total |              | 100          |             | 100         |        |        |
| Abstention                                |                    |       |              |              |             |             |        |        |
| Inscrits / participation                  |                    |       |              |              |             |             |        |        |

- Maire élu : -

### Pennautier
- Maire sortant : Jacques Dimon (DVD)
- 23 sièges à pourvoir au conseil municipal (population légale 2017 : 2 554 habitants)
- 2 sièges à pourvoir au conseil communautaire (CA Carcassonne Agglo)

| Tête de liste                                | Tête de liste | Liste | Premier tour | Premier tour | Sièges | Sièges |
| Tête de liste                                | Tête de liste | Liste | Voix         | %            | CM     | CC     |
| -------------------------------------------- | ------------- | ----- | ------------ | ------------ | ------ | ------ |
|                                              | Jacques Dimon | DVD   | 561          | 100          | 23     | 2      |
| Ensemble aujourd'hui pour nos enfants demain |               |       | 561          | 100          | 23     | 2      |
|                                              |               |       |              |              |        |        |
| Votes valides                                |               |       |              |              |        |        |
| Votes blancs                                 |               |       |              |              |        |        |
| Votes nuls                                   |               |       |              |              |        |        |
| Total                                        | Total         | Total |              | 100          |        |        |
| Abstention                                   |               |       |              |              |        |        |
| Inscrits / participation                     |               |       |              |              |        |        |

- Maire élu : -

### Pépieux
- Maire sortant : Pascal Vallière (PS)
- 15 sièges à pourvoir au conseil municipal (population légale 2017 : 1 226 habitants)
- 1 siège à pourvoir au conseil communautaire (CA Carcassonne Agglo)

| Tête de liste              | Tête de liste   | Liste | Premier tour | Premier tour | Sièges | Sièges |
| Tête de liste              | Tête de liste   | Liste | Voix         | %            | CM     | CC     |
| -------------------------- | --------------- | ----- | ------------ | ------------ | ------ | ------ |
|                            | Pascal Vallière | PS    | 355          | 100          | 15     | 1      |
| Tous ensemble pour Pépieux |                 |       | 355          | 100          | 15     | 1      |
|                            |                 |       |              |              |        |        |
| Votes valides              |                 |       |              |              |        |        |
| Votes blancs               |                 |       |              |              |        |        |
| Votes nuls                 |                 |       |              |              |        |        |
| Total                      | Total           | Total |              | 100          |        |        |
| Abstention                 |                 |       |              |              |        |        |
| Inscrits / participation   |                 |       |              |              |        |        |

- Maire élu : -

### Pexiora
- Maire sortant : Serge Cazenave (DVG)
- 15 sièges à pourvoir au conseil municipal (population légale 2017 : 1 226 habitants)
- 3 sièges à pourvoir au conseil communautaire (CC Piège-Lauragais-Malepère)

| Tête de liste            | Tête de liste  | Liste | Premier tour | Premier tour | Sièges | Sièges |
| Tête de liste            | Tête de liste  | Liste | Voix         | %            | CM     | CC     |
| ------------------------ | -------------- | ----- | ------------ | ------------ | ------ | ------ |
|                          | Serge Cazenave | DVG   | 306          | 100          | 15     | 3      |
| Ensemble pour Pexiora    |                |       | 306          | 100          | 15     | 3      |
|                          |                |       |              |              |        |        |
| Votes valides            |                |       |              |              |        |        |
| Votes blancs             |                |       |              |              |        |        |
| Votes nuls               |                |       |              |              |        |        |
| Total                    | Total          | Total |              | 100          |        |        |
| Abstention               |                |       |              |              |        |        |
| Inscrits / participation |                |       |              |              |        |        |

- Maire élu : -

### Peyriac-de-Mer
- Maire sortant : Catherine Gouiry (DVG)
- 15 sièges à pourvoir au conseil municipal (population légale 2017 : 1 113 habitants)
- 1 siège à pourvoir au conseil communautaire (CA Grand Narbonne)

| Tête de liste            | Liste | Premier tour | Premier tour | Sièges | Sièges |
| Tête de liste            | Liste | Voix         | %            | CM     | CC     |
| ------------------------ | ----- | ------------ | ------------ | ------ | ------ |
| Catherine Gouiry         |       | 399          | 60.27        | 12     |        |
| Jean-marie Assens        |       | 263          | 39.72        | 3      |        |
|                          |       |              |              |        |        |
| Votes valides            |       |              |              |        |        |
| Votes blancs             |       |              |              |        |        |
| Votes nuls               |       |              |              |        |        |
| Total                    | Total |              | 100          |        |        |
| Abstention               |       |              |              |        |        |
| Inscrits / participation |       |              |              |        |        |

- Maire élu : -

### Peyriac-Minervois
- Maire sortant : Denise Gils (PS)
- 15 sièges à pourvoir au conseil municipal (population légale 2017 : 1 139 habitants)
- 1 siège à pourvoir au conseil communautaire (CA Carcassonne Agglo)

| Tête de liste            | Liste | Premier tour | Premier tour | Sièges | Sièges |
| Tête de liste            | Liste | Voix         | %            | CM     | CC     |
| Denise Gils              |       | 283          | 53.19        | 12     |        |
| Philippe Coste           |       | 249          | 46.8         | 3      |        |
| ------------------------ | ----- | ------------ | ------------ | ------ | ------ |
|                          |       |              |              |        |        |
| Votes valides            |       |              |              |        |        |
| Votes blancs             |       |              |              |        |        |
| Votes nuls               |       |              |              |        |        |
| Total                    | Total |              | 100          |        |        |
| Abstention               |       |              |              |        |        |
| Inscrits / participation |       |              |              |        |        |

- Maire élu : -

### Pezens
- Maire sortant : Philippe Fau (SE)
- 19 sièges à pourvoir au conseil municipal (population légale 2017 : 1 525 habitants)
- 1 siège à pourvoir au conseil communautaire (CA Carcassonne Agglo)

| Tête de liste            | Liste | Premier tour | Premier tour | Sièges | Sièges |
| Tête de liste            | Liste | Voix         | %            | CM     | CC     |
| Philippe Fau             |       | 459          | 100          | 19     |        |
| ------------------------ | ----- | ------------ | ------------ | ------ | ------ |
|                          |       |              |              |        |        |
| Votes valides            |       |              |              |        |        |
| Votes blancs             |       |              |              |        |        |
| Votes nuls               |       |              |              |        |        |
| Total                    | Total |              | 100          |        |        |
| Abstention               |       |              |              |        |        |
| Inscrits / participation |       |              |              |        |        |

- Maire élu : -

### Portel-des-Corbières
- Maire sortant : Roger Brunel (PS)
- 15 sièges à pourvoir au conseil municipal (population légale 2017 : 1 357 habitants)
- 1 siège à pourvoir au conseil communautaire (CA Grand Narbonne)

| Tête de liste            | Liste | Premier tour | Premier tour | Sièges | Sièges |
| Tête de liste            | Liste | Voix         | %            | CM     | CC     |
| Bruno Texier             |       | 313          | 53.05        | 12     |        |
| Gerard Carla             |       | 277          | 46.94        | 3      |        |
| ------------------------ | ----- | ------------ | ------------ | ------ | ------ |
|                          |       |              |              |        |        |
| Votes valides            |       |              |              |        |        |
| Votes blancs             |       |              |              |        |        |
| Votes nuls               |       |              |              |        |        |
| Total                    | Total |              | 100          |        |        |
| Abstention               |       |              |              |        |        |
| Inscrits / participation |       |              |              |        |        |

- Maire élu : -

### Port-la-Nouvelle
- Maire sortant : Henri Martin (LR)
- 29 sièges à pourvoir au conseil municipal (population légale 2017 : 5 567 habitants)
- 3 sièges à pourvoir au conseil communautaire (CA Grand Narbonne)

| Tête de liste            | Liste | Premier tour | Premier tour | Sièges | Sièges |
| Tête de liste            | Liste | Voix         | %            | CM     | CC     |
| Henri Martin             | DVD   | 2026         | 87.21        | 28     |        |
| Charles Rechagneux       | RN    | 297          | 12.78        | 1      |        |
| ------------------------ | ----- | ------------ | ------------ | ------ | ------ |
|                          |       |              |              |        |        |
| Votes valides            |       |              |              |        |        |
| Votes blancs             |       |              |              |        |        |
| Votes nuls               |       |              |              |        |        |
| Total                    | Total |              | 100          |        |        |
| Abstention               |       |              |              |        |        |
| Inscrits / participation |       |              |              |        |        |

- Maire élu : -

### Puichéric
- Maire sortant : Marc Dormières (SE)
- 15 sièges à pourvoir au conseil municipal (population légale 2017 : 1 191 habitants)
- 1 siège à pourvoir au conseil communautaire (CA Carcassonne Agglo)

| Tête de liste            | Liste | Premier tour | Premier tour | Sièges | Sièges |
| Tête de liste            | Liste | Voix         | %            | CM     | CC     |
| Christine Peany          |       | 414          | 68.54        | 13     |        |
| Didier Astre             |       | 190          | 31.45        | 2      |        |
| ------------------------ | ----- | ------------ | ------------ | ------ | ------ |
|                          |       |              |              |        |        |
| Votes valides            |       |              |              |        |        |
| Votes blancs             |       |              |              |        |        |
| Votes nuls               |       |              |              |        |        |
| Total                    | Total |              | 100          |        |        |
| Abstention               |       |              |              |        |        |
| Inscrits / participation |       |              |              |        |        |

- Maire élu : -

### Quillan
- Maire sortant : Pierre Castel (LR)
- 23 sièges à pourvoir au conseil municipal (population légale 2017 : 3 258 habitants)
- 12 sièges à pourvoir au conseil communautaire (CC des Pyrénées Audoises)

| Tête de liste            | Liste | Premier tour | Premier tour | Sièges | Sièges |
| Tête de liste            | Liste | Voix         | %            | CM     | CC     |
| Pierre Castel            |       | 699          | 60.36        | 22     |        |
| Mohammed El Habchi       |       | 459          | 39.63        | 5      |        |
| ------------------------ | ----- | ------------ | ------------ | ------ | ------ |
|                          |       |              |              |        |        |
| Votes valides            |       |              |              |        |        |
| Votes blancs             |       |              |              |        |        |
| Votes nuls               |       |              |              |        |        |
| Total                    | Total |              | 100          |        |        |
| Abstention               |       |              |              |        |        |
| Inscrits / participation |       |              |              |        |        |

- Maire élu : -

### Rieux-Minervois
- Maire sortant : Pierre Destrem (LR)
- 19 sièges à pourvoir au conseil municipal (population légale 2017 : 1 987 habitants)
- 1 siège à pourvoir au conseil communautaire (CA Carcassonne Agglo)

| Tête de liste                  | Liste | Premier tour | Premier tour | Sièges | Sièges |
| Tête de liste                  | Liste | Voix         | %            | CM     | CC     |
| Bernard Francois Pierre Yagues |       | 446          | 55.54        | 15     |        |
| Yoann Conte                    |       | 357          | 44.45        | 4      |        |
| ------------------------------ | ----- | ------------ | ------------ | ------ | ------ |
|                                |       |              |              |        |        |
| Votes valides                  |       |              |              |        |        |
| Votes blancs                   |       |              |              |        |        |
| Votes nuls                     |       |              |              |        |        |
| Total                          | Total |              | 100          |        |        |
| Abstention                     |       |              |              |        |        |
| Inscrits / participation       |       |              |              |        |        |

- Maire élu : -

### Roquefort-des-Corbières
- Maire sortant : Marie-Christine Théron-Chet (LR)
- 15 sièges à pourvoir au conseil municipal (population légale 2017 : 1 024 habitants)
- 1 siège à pourvoir au conseil communautaire (CA Grand Narbonne)

| Tête de liste               | Liste | Premier tour | Premier tour | Sièges | Sièges |
| Tête de liste               | Liste | Voix         | %            | CM     | CC     |
| Marie-christine Theron-chet |       | 327          | 50.15        | 12     |        |
| Luc Castan                  |       | 325          | 49.84        | 3      |        |
| --------------------------- | ----- | ------------ | ------------ | ------ | ------ |
|                             |       |              |              |        |        |
| Votes valides               |       |              |              |        |        |
| Votes blancs                |       |              |              |        |        |
| Votes nuls                  |       |              |              |        |        |
| Total                       | Total |              | 100          |        |        |
| Abstention                  |       |              |              |        |        |
| Inscrits / participation    |       |              |              |        |        |

- Maire élu : -

### Saint-André-de-Roquelongue
- Maire sortant : Jean-Michel Folch (PS)
- 15 sièges à pourvoir au conseil municipal (population légale 2017 : 1 390 habitants)
- 2 sièges à pourvoir au conseil communautaire (CC Région Lézignanaise, Corbières et Minervois)

| Tête de liste            | Liste | Premier tour | Premier tour | Sièges | Sièges |
| Tête de liste            | Liste | Voix         | %            | CM     | CC     |
| Jean-michel Folch        |       | 489          | 64.68        | 13     |        |
| Alain Charpentier        |       | 267          | 35.31        | 2      |        |
| ------------------------ | ----- | ------------ | ------------ | ------ | ------ |
|                          |       |              |              |        |        |
| Votes valides            |       |              |              |        |        |
| Votes blancs             |       |              |              |        |        |
| Votes nuls               |       |              |              |        |        |
| Total                    | Total |              | 100          |        |        |
| Abstention               |       |              |              |        |        |
| Inscrits / participation |       |              |              |        |        |

- Maire élu : -

### Saint-Marcel-sur-Aude
- Maire sortant : Guillaume Héras (DVG)
- 19 sièges à pourvoir au conseil municipal (population légale 2017 : 2 005 habitants)
- 1 siège à pourvoir au conseil communautaire (CA Grand Narbonne)

| Tête de liste            | Liste | Premier tour | Premier tour | Sièges | Sièges |
| Tête de liste            | Liste | Voix         | %            | CM     | CC     |
| Guillaume Heras          |       | 600          | 100          | 19     |        |
| ------------------------ | ----- | ------------ | ------------ | ------ | ------ |
|                          |       |              |              |        |        |
| Votes valides            |       |              |              |        |        |
| Votes blancs             |       |              |              |        |        |
| Votes nuls               |       |              |              |        |        |
| Total                    | Total |              | 100          |        |        |
| Abstention               |       |              |              |        |        |
| Inscrits / participation |       |              |              |        |        |

- Maire élu : -

### Saint-Martin-Lalande
- Maire sortant : Guy Bondouy (DVG)
- 15 sièges à pourvoir au conseil municipal (population légale 2017 : 1 124 habitants)
- 2 sièges à pourvoir au conseil communautaire (CC Castelnaudary Lauragais Audois)

|                                    | Guy Bondouy      | DVG   | 348 | 68,77 | 13 | 2 |  |  |
| Partageons une ambition collective |                  |       | 348 | 68,77 | 13 | 2 |  |  |
|                                    | Séverine Escribe | SE    | 158 | 31,22 | 2  | 0 |  |  |
| Construisons demain                |                  |       | 158 | 31,22 | 2  | 0 |  |  |
|                                    |                  |       |     |       |    |   |  |  |
| Votes valides                      |                  |       |     |       |    |   |  |  |
| Votes blancs                       |                  |       |     |       |    |   |  |  |
| Votes nuls                         |                  |       |     |       |    |   |  |  |
| Total                              | Total            | Total |     | 100   |    |   |  |  |
| Abstention                         |                  |       |     |       |    |   |  |  |
| Inscrits / participation           |                  |       |     |       |    |   |  |  |

- Maire élu : -

### Saint-Nazaire-d'Aude
- Maire sortant : Joël Hernandez (DVG)
- 19 sièges à pourvoir au conseil municipal (population légale 2017 : 2 032 habitants)
- 1 siège à pourvoir au conseil communautaire (CA Grand Narbonne)

|                                                       | Joël Hernandez | DVG   | 472 | 59,52 | 16 | 1 |  |  |
| Agir ensemble pour l'avenir de St-Nazaire - Le Somail |                |       | 472 | 59,52 | 16 | 1 |  |  |
|                                                       | Yves Dulcet    | DVD   | 229 | 28,87 | 2  | 0 |  |  |
| 2020 changeons                                        |                |       | 229 | 28,87 | 2  | 0 |  |  |
|                                                       | Yves Hélaine   | DVD   | 92  | 11,60 | 1  | 0 |  |  |
| Saint-Nazaire-Le Somail unis pour l'avenir            |                |       | 92  | 11,60 | 1  | 0 |  |  |
|                                                       |                |       |     |       |    |   |  |  |
| Votes valides                                         |                |       |     |       |    |   |  |  |
| Votes blancs                                          |                |       |     |       |    |   |  |  |
| Votes nuls                                            |                |       |     |       |    |   |  |  |
| Total                                                 | Total          | Total |     | 100   |    |   |  |  |
| Abstention                                            |                |       |     |       |    |   |  |  |
| Inscrits / participation                              |                |       |     |       |    |   |  |  |

- Maire élu : -

### Sallèles-d'Aude
- Maire sortant : Yves Bastié (PS)
- 23 sièges à pourvoir au conseil municipal (population légale 2017 : 2 922 habitants)
- 1 siège à pourvoir au conseil communautaire (CA Grand Narbonne)

|                              | Yves Bastié   | PS    | 954 | 60,84 | 19 | 1 |  |  |
| Sallèles Horizon 2020        |               |       | 954 | 60,84 | 19 | 1 |  |  |
|                              | Danielle Dura | DVG   | 614 | 39,15 | 4  | 0 |  |  |
| Pour Sallèles un nouvel élan |               |       | 614 | 39,15 | 4  | 0 |  |  |
|                              |               |       |     |       |    |   |  |  |
| Votes valides                |               |       |     |       |    |   |  |  |
| Votes blancs                 |               |       |     |       |    |   |  |  |
| Votes nuls                   |               |       |     |       |    |   |  |  |
| Total                        | Total         | Total |     | 100   | 23 | 1 |  |  |
| Abstention                   |               |       |     |       |    |   |  |  |
| Inscrits / participation     |               |       |     |       |    |   |  |  |

- Maire élu : -

### Salles-d'Aude
- Maire sortant : Jean-Luc Rivel (PS)
- 23 sièges à pourvoir au conseil municipal (population légale 2017 : 3 255 habitants)
- 1 siège à pourvoir au conseil communautaire (CA Grand Narbonne)

|                                           | Jean-Luc Rivel | PS    | 854 | 61,79 | 19 | 1 |  |  |
| Salles d'Aude, une passion, un engagement |                |       | 854 | 61,79 | 19 | 1 |  |  |
|                                           | Rémy Alingrin  | DVG   | 528 | 38,20 | 4  | 0 |  |  |
| Salles-d'Aude autrement                   |                |       | 528 | 38,20 | 4  | 0 |  |  |
|                                           |                |       |     |       |    |   |  |  |
| Votes valides                             |                |       |     |       |    |   |  |  |
| Votes blancs                              |                |       |     |       |    |   |  |  |
| Votes nuls                                |                |       |     |       |    |   |  |  |
| Total                                     | Total          | Total |     | 100   |    |   |  |  |
| Abstention                                |                |       |     |       |    |   |  |  |
| Inscrits / participation                  |                |       |     |       |    |   |  |  |

- Maire élu : -

### Sigean
- Maire sortant : Michel Jammes (LR)
- 29 sièges à pourvoir au conseil municipal (population légale 2017 : 5 477 habitants)
- 3 sièges à pourvoir au conseil communautaire (CA Grand Narbonne)

|                                    | Michel Jammes         | LR    | 1603 | 69,63 | 25 | 3 |  |  |
| Rassemblés pour un Sigean d'avance |                       |       | 1603 | 69,63 | 25 | 3 |  |  |
|                                    | Carmen Moutot Sanchez | DVD   | 699  | 30,36 | 4  | 0 |  |  |
| Sigean autrement                   |                       |       | 699  | 30,36 | 4  | 0 |  |  |
|                                    |                       |       |      |       |    |   |  |  |
| Votes valides                      |                       |       |      |       |    |   |  |  |
| Votes blancs                       |                       |       |      |       |    |   |  |  |
| Votes nuls                         |                       |       |      |       |    |   |  |  |
| Total                              | Total                 | Total |      | 100   |    |   |  |  |
| Abstention                         |                       |       |      |       |    |   |  |  |
| Inscrits / participation           |                       |       |      |       |    |   |  |  |

- Maire élu : -

### Trèbes
- Maire sortant : Éric Ménassi (PS)
- 29 sièges à pourvoir au conseil municipal (population légale 2017 : 5 601 habitants)
- 4 sièges à pourvoir au conseil communautaire (CA Carcassonne Agglo)

|                          | Éric Ménassi             | PS-PCF                   | 1 491 | 59,97 | 24 | 4 |  |  |
| Trèbes courageuse        |                          |                          | 1 491 | 59,97 | 24 | 4 |  |  |
|                          | Christophe Barthès       | RN                       | 639   | 25,70 | 3  | 0 |  |  |
| Barthès pour Trèbes      |                          |                          | 639   | 25,70 | 3  | 0 |  |  |
|                          | Sébastien Ribéra         | DVG                      | 356   | 14,32 | 2  | 0 |  |  |
| Unir et agir pour Trèbes |                          |                          | 356   | 14,32 | 2  | 0 |  |  |
|                          |                          |                          |       |       |    |   |  |  |
| Votes valides            | Votes valides            | Votes valides            | 2 486 | 97,11 |    |   |  |  |
| Votes blancs             | Votes blancs             | Votes blancs             | 29    | 1,13  |    |   |  |  |
| Votes nuls               | Votes nuls               | Votes nuls               | 45    | 1,76  |    |   |  |  |
| Total                    | Total                    | Total                    | 2 560 | 100   | 29 | 4 |  |  |
| Abstention               | Abstention               | Abstention               | 1 429 | 35,82 |    |   |  |  |
| Inscrits / participation | Inscrits / participation | Inscrits / participation | 3 989 | 64,18 |    |   |  |  |

- Maire élu : -

### Villalier
- Maire sortant : Michel Zoccarato (PS)
- 15 sièges à pourvoir au conseil municipal (population légale 2017 : 1 004 habitants)
- 1 siège à pourvoir au conseil communautaire (CA Carcassonne Agglo)

| Tête de liste                                | Tête de liste    | Liste | Premier tour | Premier tour | Sièges | Sièges |
| Tête de liste                                | Tête de liste    | Liste | Voix         | %            | CM     | CC     |
| -------------------------------------------- | ---------------- | ----- | ------------ | ------------ | ------ | ------ |
|                                              | Michel Zoccarato | PS    | 264          | 100          | 15     | 1      |
| Continuons d'avancer ensemble pour Villalier |                  |       | 264          | 100          | 15     | 1      |
|                                              |                  |       |              |              |        |        |
| Votes valides                                |                  |       |              |              |        |        |
| Votes blancs                                 |                  |       |              |              |        |        |
| Votes nuls                                   |                  |       |              |              |        |        |
| Total                                        | Total            | Total |              | 100          |        |        |
| Abstention                                   |                  |       |              |              |        |        |
| Inscrits / participation                     |                  |       |              |              |        |        |

- Maire élu : -

### Villasavary
- Maire sortant : Jacques Danjou (PS)
- 15 sièges à pourvoir au conseil municipal (population légale 2017 : 1 209 habitants)
- 3 sièges à pourvoir au conseil communautaire (CC Piège-Lauragais-Malepère)

| Tête de liste                           | Tête de liste          | Liste | Premier tour | Premier tour | Sièges | Sièges |
| Tête de liste                           | Tête de liste          | Liste | Voix         | %            | CM     | CC     |
| --------------------------------------- | ---------------------- | ----- | ------------ | ------------ | ------ | ------ |
|                                         | Jacques Danjou         | PS    | 404          | 69,65        | 14     | 3      |
| Villasavary au cœur de notre engagement |                        |       | 404          | 69,65        | 14     | 3      |
|                                         | Jean-François Nicolaud | SE    | 118          | 20,34        | 1      | 0      |
| Villasavary renouvellement citoyen      |                        |       | 118          | 20,34        | 1      | 0      |
|                                         | Lucia Normand          | SE    | 58           | 10,00        | 0      | 0      |
| Villasavary notre village               |                        |       | 58           | 10,00        | 0      | 0      |
|                                         |                        |       |              |              |        |        |
| Votes valides                           |                        |       |              |              |        |        |
| Votes blancs                            |                        |       |              |              |        |        |
| Votes nuls                              |                        |       |              |              |        |        |
| Total                                   | Total                  | Total |              | 100          |        |        |
| Abstention                              |                        |       |              |              |        |        |
| Inscrits / participation                |                        |       |              |              |        |        |

- Maire élu : -

### Villegailhenc
- Maire sortant : Michel Proust (PS)
- 19 sièges à pourvoir au conseil municipal (population légale 2017 : 1 735 habitants)
- 1 siège à pourvoir au conseil communautaire (CA Carcassonne Agglo)

| Tête de liste                       | Tête de liste | Liste | Premier tour | Premier tour | Sièges | Sièges |
| Tête de liste                       | Tête de liste | Liste | Voix         | %            | CM     | CC     |
| ----------------------------------- | ------------- | ----- | ------------ | ------------ | ------ | ------ |
|                                     | Michel Proust | PS    | 615          | 100          | 19     | 1      |
| Unis pour l'avenir de Villegailhenc |               |       | 615          | 100          | 19     | 1      |
|                                     |               |       |              |              |        |        |
| Votes valides                       |               |       |              |              |        |        |
| Votes blancs                        |               |       |              |              |        |        |
| Votes nuls                          |               |       |              |              |        |        |
| Total                               | Total         | Total |              | 100          |        |        |
| Abstention                          |               |       |              |              |        |        |
| Inscrits / participation            |               |       |              |              |        |        |

- Maire élu : -

### Villegly
- Maire sortant : Alain Marty (PS)
- 15 sièges à pourvoir au conseil municipal (population légale 2017 : 1 134 habitants)
- 1 siège à pourvoir au conseil communautaire (CA Carcassonne Agglo)

| Tête de liste               | Tête de liste | Liste | Premier tour | Premier tour | Sièges | Sièges |
| Tête de liste               | Tête de liste | Liste | Voix         | %            | CM     | CC     |
| --------------------------- | ------------- | ----- | ------------ | ------------ | ------ | ------ |
|                             | Alain Marty   | PS    | 320          | 100          | 15     | 1      |
| Villegly, l'avenir ensemble |               |       | 320          | 100          | 15     | 1      |
|                             |               |       |              |              |        |        |
| Votes valides               |               |       |              |              |        |        |
| Votes blancs                |               |       |              |              |        |        |
| Votes nuls                  |               |       |              |              |        |        |
| Total                       | Total         | Total |              | 100          |        |        |
| Abstention                  |               |       |              |              |        |        |
| Inscrits / participation    |               |       |              |              |        |        |

- Maire élu : -

### Villemoustaussou
- Maire sortant : Christian Raynaud (PS)
- 27 sièges à pourvoir au conseil municipal (population légale 2017 : 4 423 habitants)
- 3 sièges à pourvoir au conseil communautaire (CA Carcassonne Agglo)

| Tête de liste                          | Tête de liste  | Liste | Premier tour | Premier tour | Sièges | Sièges |
| Tête de liste                          | Tête de liste  | Liste | Voix         | %            | CM     | CC     |
| -------------------------------------- | -------------- | ----- | ------------ | ------------ | ------ | ------ |
|                                        | Bruno Giacomel | DVG   | 1131         | 72,08        | 24     | 3      |
| Avec vous pour Villemoustaussou        |                |       | 1131         | 72,08        | 24     | 3      |
|                                        | Michel Ragoso  | DVD   | 438          | 27,91        | 3      | 0      |
| Villemoustaussou, le choix du bon sens |                |       | 438          | 27,91        | 3      | 0      |
|                                        |                |       |              |              |        |        |
| Votes valides                          |                |       |              |              |        |        |
| Votes blancs                           |                |       |              |              |        |        |
| Votes nuls                             |                |       |              |              |        |        |
| Total                                  | Total          | Total |              | 100          |        |        |
| Abstention                             |                |       |              |              |        |        |
| Inscrits / participation               |                |       |              |              |        |        |

- Maire élu : -

### Villeneuve-la-Comptal
- Maire sortant : Hervé Antoine (SE)
- 15 sièges à pourvoir au conseil municipal (population légale 2017 : 1 305 habitants)
- 2 sièges à pourvoir au conseil communautaire (CC Castelnaudary Lauragais Audois)

| Tête de liste            | Tête de liste | Liste | Premier tour | Premier tour | Sièges | Sièges |
| Tête de liste            | Tête de liste | Liste | Voix         | %            | CM     | CC     |
| ------------------------ | ------------- | ----- | ------------ | ------------ | ------ | ------ |
|                          | Benoit Merlin | SE    | 451          | 100          | 15     | 2      |
| Ensemble pour Villeneuve |               |       | 451          | 100          | 15     | 2      |
|                          |               |       |              |              |        |        |
| Votes valides            |               |       |              |              |        |        |
| Votes blancs             |               |       |              |              |        |        |
| Votes nuls               |               |       |              |              |        |        |
| Total                    | Total         | Total |              | 100          |        |        |
| Abstention               |               |       |              |              |        |        |
| Inscrits / participation |               |       |              |              |        |        |

- Maire élu : -

### Villeneuve-Minervois
- Maire sortant : Alain Giniès (PS)
- 15 sièges à pourvoir au conseil municipal (population légale 2017 : 1 019 habitants)
- 1 siège à pourvoir au conseil communautaire (CA Carcassonne Agglo)

| Tête de liste                       | Tête de liste | Liste | Premier tour | Premier tour | Sièges | Sièges |
| Tête de liste                       | Tête de liste | Liste | Voix         | %            | CM     | CC     |
| ----------------------------------- | ------------- | ----- | ------------ | ------------ | ------ | ------ |
|                                     | Alain Giniès  | PS    | 370          | 100          | 15     | 1      |
| Une nouvelle équipe pour Villeneuve |               |       | 370          | 100          | 15     | 1      |
|                                     |               |       |              |              |        |        |
| Votes valides                       |               |       |              |              |        |        |
| Votes blancs                        |               |       |              |              |        |        |
| Votes nuls                          |               |       |              |              |        |        |
| Total                               | Total         | Total |              | 100          |        |        |
| Abstention                          |               |       |              |              |        |        |
| Inscrits / participation            |               |       |              |              |        |        |

- Maire élu : -

### Villepinte
- Maire sortant : Alain Rouquet (PS)
- 15 sièges à pourvoir au conseil municipal (population légale 2017 : 1 303 habitants)
- 4 sièges à pourvoir au conseil communautaire (CC Piège-Lauragais-Malepère)

| Tête de liste                          | Tête de liste | Liste | Premier tour | Premier tour | Sièges | Sièges |
| Tête de liste                          | Tête de liste | Liste | Voix         | %            | CM     | CC     |
| -------------------------------------- | ------------- | ----- | ------------ | ------------ | ------ | ------ |
|                                        | Alain Rouquet | PS    | 287          | 100          | 15     | 4      |
| Une équipe pour agir et vivre ensemble |               |       | 287          | 100          | 15     | 4      |
|                                        |               |       |              |              |        |        |
| Votes valides                          |               |       |              |              |        |        |
| Votes blancs                           |               |       |              |              |        |        |
| Votes nuls                             |               |       |              |              |        |        |
| Total                                  | Total         | Total |              | 100          |        |        |
| Abstention                             |               |       |              |              |        |        |
| Inscrits / participation               |               |       |              |              |        |        |

- Maire élu : -

### Vinassan
- Maire sortant : Didier Aldebert (DVG)
- 23 sièges à pourvoir au conseil municipal (population légale 2017 : 2 646 habitants)
- 1 siège à pourvoir au conseil communautaire (CA Grand Narbonne)

| Tête de liste            | Tête de liste   | Liste | Premier tour | Premier tour | Sièges | Sièges |
| Tête de liste            | Tête de liste   | Liste | Voix         | %            | CM     | CC     |
| ------------------------ | --------------- | ----- | ------------ | ------------ | ------ | ------ |
|                          | Didier Aldebert | DVG   | 785          | 100          |        |        |
| Ensemble pour l'avenir   |                 |       | 785          | 100          |        |        |
|                          |                 |       |              |              |        |        |
| Votes valides            |                 |       |              |              |        |        |
| Votes blancs             |                 |       |              |              |        |        |
| Votes nuls               |                 |       |              |              |        |        |
| Total                    | Total           | Total |              | 100          |        |        |
| Abstention               |                 |       |              |              |        |        |
| Inscrits / participation |                 |       |              |              |        |        |

- Maire élu : -